# Холм
Холм (пол. Chełm польська: [xɛwm] ( прослухати); їд. כעלם, латиніз. Khelm) — місто на сході сучасної Польщі, що було засноване королем Русі Данилом 1237 року. Нині — місто на правах повіту Люблінського воєводства. Лежить на Холмській височині над річкою Угеркою (притокою Бугу; висота берега — 20—40 м). Населення — 65 481 мешканець (2013).
Історично головне місто Холмщини. Колишнє столичне місто короля Русі Данила Романовича, деякий час столиця удільних князів Галицько-Волинського князівства, до 1770-х років головне місто Холмської землі Руського воєводства Першої Речі Посполитої, у 1912—1915 — центр Холмської губернії Російській імперії.

## Історія

### Найдавніше минуле
Археологічні розкопки на території сучасної Холмщині показують що початки заселення цих земель сягають палеоліту. Знайдені предмети свідчать, що впродовж наступних епох тут існував неперервний ряд поселень. Неолітичні матеріали знайдені також у нижніх шарах племінних городищ між Бугом та Вепром. Загалом на Холмщині виявлено знахідки неолітичних культур: волинсько-люблінської, мальованої кераміки, лійчастого посуду, кулястих амфор та шнурової кераміки. Окрім дрібних артефактів, відкрито потужні кам'яні поховальні споруди, традиційні для «атлантичної» мегалітичної традиції. Перед входом до археологічного відділу регіонального музею в Холмі можна оглянути рештки поховальних скринь, які належать до культури кулястих амфор (часів бронзи) та більш пізню скриню поморської археологічної культури епохи заліза.
В епоху бронзи на Холмщині й на території самого міста, зокрема на Крейдяній горі біля цементного заводу, були поширені поселення тшинецької, а потім лужицької культур. На території Холма виявлено також сліди поморської культури VI—II ст. до н. е., яка загалом була поширена на території Польщі (від Гданського Помор'я) і суміжних із нею областей Білорусі та України.
Припускається, що на території самого міста Холма люди почали селитися лише на початку н. е. в період римських впливів. Численні знахідки на території Холма та околиць належать саме до цього часу. Знахідки римських монет, імовірно, свідчать про давнє проходження тут торговельних шляхів. У цей час тут мешкали носії археологічної переворської культури. На території холмського передмістя Белавін знайдено свідчення неперервності поселення на території Холма з римських часів — періоду переворської культури. В епоху розселення слов'ян — у V—VIII ст. сучасна Холмщина гармонійно вливається до їхнього ареалу. Вважається, що на території Холмщини в VIII—XI ст. також спостерігалося поєднання культурних елементів, які походили з прилеглих країв.
Більшість груп поселень концентрується берегами річок. У цьому розумінні Буг виступав віссю, навколо якої кристалізувалася майбутня Волинська земля. Перед державним періодом тут склалася мозаїка поселень, що відрізнялися своєю хронологією, а також етнічними та культурними рисами.
Панівними в ландшафті теренів сучасної Холмщини в VI — поч. VII ст. були відкриті поселення. Їх розташовували вздовж річкових долин. На території поселень зводили невеликі чотирикутні напівземлянки часто з піччю в розі. Загалом слов'янський спосіб життя був дуже простим і водночас дуже адаптованим до несприятливих умов. Також зводяться городища. Як вказує А. Буко, виникнення нових городищ стимулювали також транс'європейські торговельні шляхи. Для майбутньої Холмщини особливе значення мав бузький торговельний шлях. В. Лосинський припускав, що торговельний шлях був активований близько 880 р., що ініціювало прямий торговельний зв'язок від району сучасного Києва через Прип'ять, Буг та Віслу з Балтійським узбережжям. Уздовж цієї траси знайдено срібні клади, які включають арабські монети IX ст.
Про племінну належність та ранньослов'янську історію Холмщини немає жодних надійних історичних свідчень. Найбільш раннім слов'янським поселенням на території сучасного Холма є так зване Заслуп'я (на північ від Белавіна і розташованої тут вежі, від пол. «слуп», що означає вежа) з великою кількістю металевих предметів, а також житла, які були під Белавінською вежею. У музейних фондах Холмського музею є чимало глиняного посуду та його фрагментів, що походять із цього поселення. Цей посуд оздоблено білою побілкою чи орнаментом на глині. Знайдено тут також зброю — залізні наконечники сокир та списів, господарські предмети, ножі, серпи, металеві та скляні оздоби з характерними браслетами із зеленого скла та підкови для коней і взуття.
Детальне вивчення району Холма дозволило виявити загалом 43 місцеперебування артефактів. У більшості випадків — це залишки великих поселень. Знайдений тут матеріал датується від неоліту і до сучасності. Висока щільність поселень у часи Риму та Ранньому середньовіччі дозволяє припускати існування тут первинного слов'янського поселення, яке передувало закладці граду на Високій Гірці. Початки ранньосередньовічного поселення на Заслуп'ю сягають VI ст., а його розвиток майже без перерви від X до XIV ст. Переказ, оприлюднений у 1684 р. Яковом Сушею, каже, що саме тут було перше міське поселення. Проте, чи було це прамісто, чи просто одне з ординарних поселень регіону мають показати такі дослідження

### Княжа доба

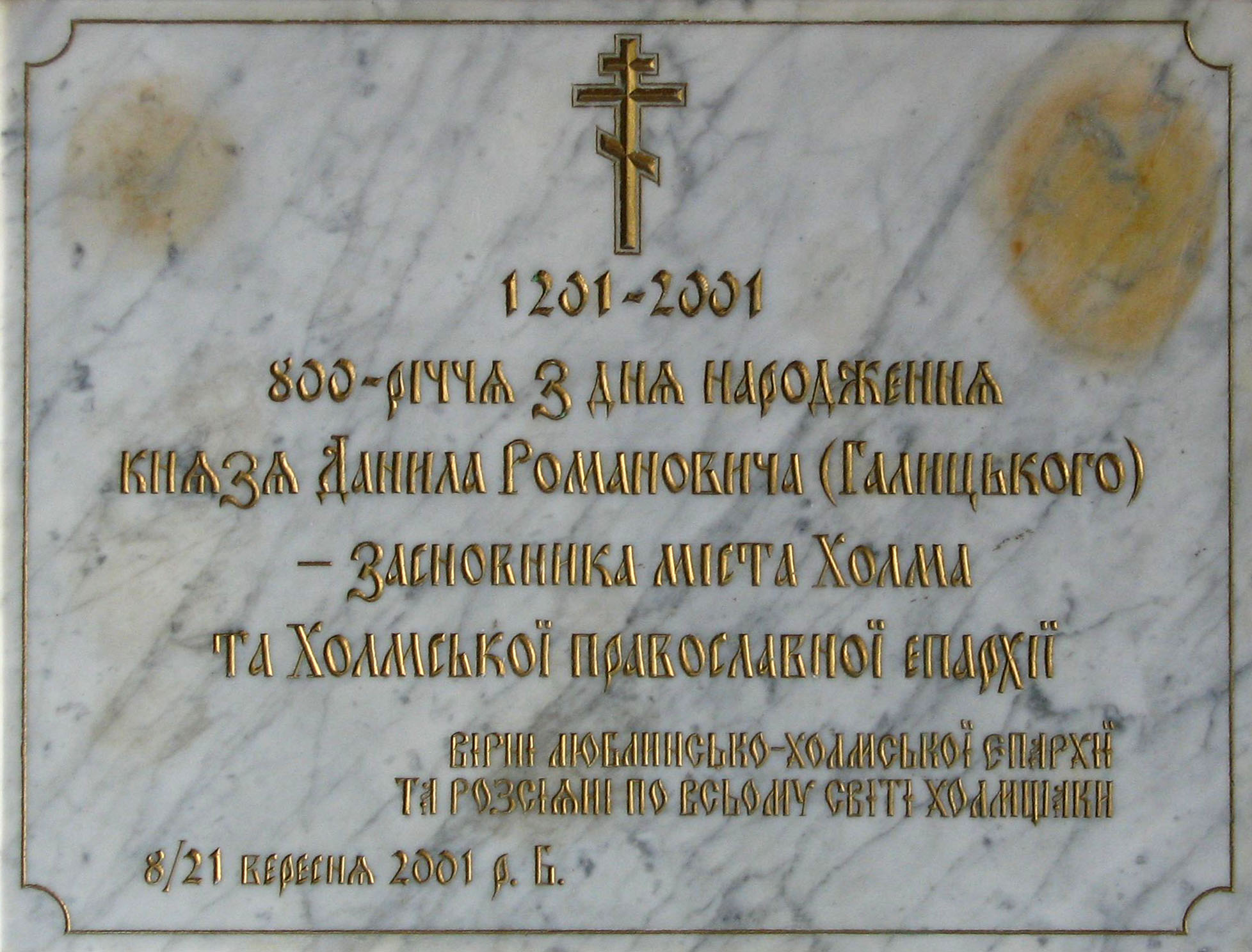
Меморіальна дошка на честь 800-річчя від дня народження короля Данила (всередині православної церкви у Холмі).

У випадку Холма — досі відкрите питання перенесення центру поселення з раніш описаного Холма-Белавіна, розташованого в багнистій долині річки Угорки, на терен сучасної Високої Гірки, що наступило найімовірніше впродовж X ст. Ранньосередньовічні матеріали, які походять із Високої Гірки, відносяться лише до кінця X—XI ст. Неподалік на місці сучасного Ринку (пляц Лучковського), знайдено оздоби з поховання датованого XI—XII ст. Це означає, що в той час на місці Холма були сліди життя. Окрім того, щодо Високої Гірки збереглася легенда про наявність на ній поганської святині, а також про напад на неї ворога. При цьому відбити цей напад оборонцям святині, начебто, допоміг білий ведмідь, який вийшов із надра гори. Щодо існування святилища наразі немає жодних даних, які це підтверджують. Проте білий ведмідь міцно закріпився на гербі Холма. 1217 чи 1219 р. князь Данило Романович відібрав у Лешка Берестя та землі між Бугом та Вепрем із містами Угровеськ (Угруськ), Верещин, Стовп'є та Кумів, а також усю «Україну» як свою вотчину. Відсутність згадки про Холм свідчить про те, що міста на той час не існувало. 
Дата заснування Холма докладно не встановлена; за літописами, 1237 року Данило Романович збудував тут замок, який згодом сильно укріпив (з часом він отримав у місцевих жителів назву «оборонний городок»), на незначній віддалі від нього збудував оборонні споруди — вежу в Білявині й вежу в Столп'ї. Завдяки цьому Холм протистояв монгольській навалі 1240 р. Сюди Данило переніс свою столицю з Галича, разом з цим осідок єпархії (доти був Угруськ).
На це вплинула така обставина: Галицький шлях, який сполучав Україну з Близьким Сходом і Півднем, втратив значення через занепад Царгороду, опанування степів кочовиками; натомість набрав значення шлях, який сполучав Балтику і володіння Тевтонського ордену (зокрема, місто Торунь над Віслою) із західноукраїнськими землями через Холм (так званий Бузький шлях). 1259 року Холм удруге протистояв монголо-татарській навалі.
По смерті короля Данила (1264 р.) у Холмі мали резиденцію його наступники: князь Шварно Данилович, потім Лев Данилович, його нащадки: Андрій і Лев Юрійовичі, Юрій II.

### XIV століття— 1795 рік

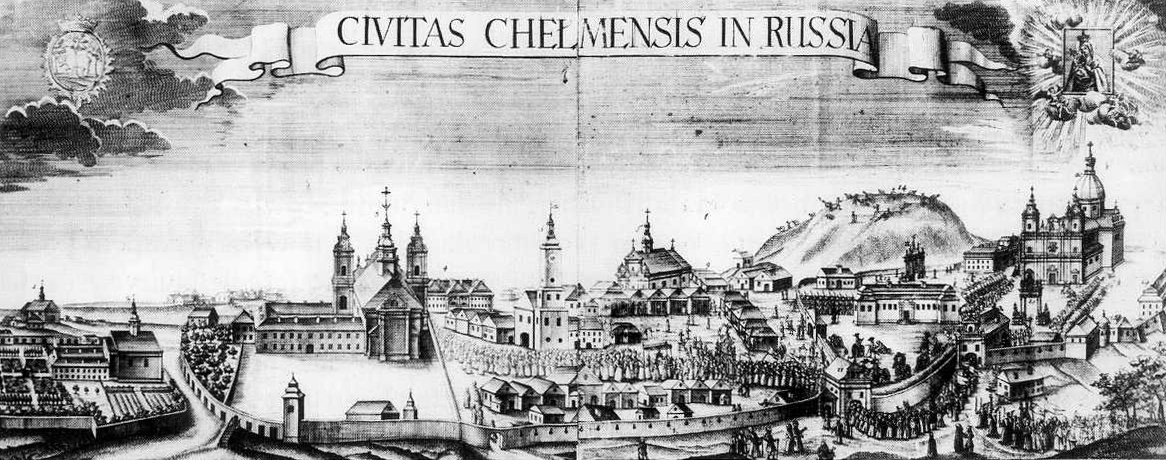
Теодор Раковецький. Процесія з чудотворним образом під час урочистостей з нагоди коронації ікони Холмської Богородиці, 1780 рік. Латинська фраза «Civitas Chełmensis in Russia» перекладається як «Місто Холм на Русі».

Під час воєн за їх спадщину між Литвою, Польщею й Угорщиною та місцевими боярами, Холм багато потерпів і 1387 року остаточно перейшов до володінь Польщі. Холмщину під своє панування взяв безпосередньо новий польський король Ягайло. З цим настав нарешті край військовій руїні. Від цього часу місто становило центр Холмської землі (Холмщини): яка об'єднувала поміж іншим Красностав, Грубешів, Реювець та Замостя. Попри те що Холмщина входила до Руського воєводства (з центром у Львові), вона мала автономію, яка дорівнювала такій для воєводства, зокрема висилала окремого депутата до сейму. На прохання міщан 7 січня 1392 р. на замку в Любомлі Ягайло видав Холму привілей на Магдебурзьке право — «перенесення міста з права польського і руського». В привілеї мешканців Холма Ягайло згадує в такій послідовності: німці, поляки та русини (українці). І найімовірніше це не означало домінування іноземців, але їх вищий соціальний статус. Локація Холму була настільки вдалою тож в 1400 р. король Ягайло довірив холм'янину Бартоломею локацію Грубешева. Сучасна площа Лучковського є чи не єдиною пам'яткою того часу. Адже і після локації Холм використовував вуличну сітку, яка склалася в XIII ст. Уже в XVII ст. існувала вулиця Люблінська. В межах міста ця вулиця розширювалася і створювала власне цей ринок. У XVII ст. з'явилися назви й інших звивистих міських вулиць — Собача, Брестська, Блонська, Пивоварська, Велика. Забудова міста була дерев'яною. При ринку в межах укріплень було біля 120 ділянок. Дерев'яними були також церкви, костели та синагога. Інвестиції в околиці міста Холмщини були дуже скромними, зважаючи на довгу панівну тут нестабільність. Втім, Холмщина опинилася на торговельних шляхах з генуезьких колоній в Криму до західної Європи та узбережжя Балтійського моря. Головна дорога з Володимира вела через Буг до Холма, а далі до Любліна та Казимира Дольного на Віслі. Поступово зростало значення Холма і на шляху з Дрогобича через Любачів та Грубешів до Підляшшя, яке в 1446 р. остаточно відійшло до Великого князівства Литовського. З середини XV століття збільшилося економічне значення Холма, головним чином, торгівля. У другій половині XV ст. Холм населяло 1000 чоловік, були то русини-українці, поляки та євреї, а також в невеликій кількості німці. І якщо русини переважно займалися сільським господарством чи ремеслом, поляки — складали адміністративно-управлінський апарат то євреї та німці освоювали торгівлю. В місці відбувався розвиток цехової справи: пекарі, різники та шевці. Працювали водні млини, п'ятничні торги та річні ярмарки. Суттєву небезпеку для міста становили татарські напади, такі як напад 1499 р., що призвів до втрати половини мешканців.

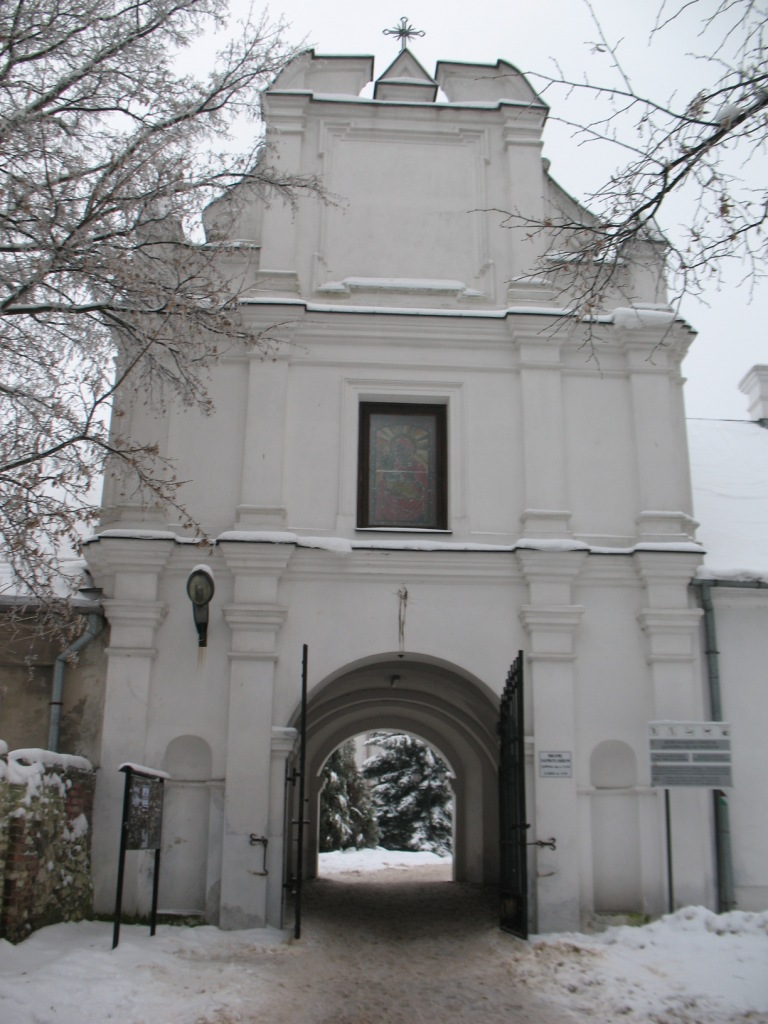
Устилузька брама на Високій гірці в Холмі, збудована у XVI ст. Перебудована пізніше в стилі бароко. 2009 р.

Попри тиск католицизму (сюди висилали найкращі католицькі кадри, а в 1456 р. в місті вже перебували домініканці) Холм став столицею православного єпископства на землях Холмщини та Підляшшя і довгий час був висунутим на захід осередком духівництва цього обряду. А католицьке єпископство тут не прижилося і було перенесено до Щекарева-Красноставу. На початку XV ст. будівля Данилової церкви на Гірці розвалилася. Церква була відновлена єпископом Філаретом Тарновським (Облазницьким) який був холмським єпископом в 1507—1533 рр. В цей час вона була зменшена в розмірах. Довелося розібрати частину з заходу та звести нові стіни. В 1573 р. до церкви добудували дерев'яний бабинець, дах перекрили новим ґонтом і добудували дзвіницю. Кафедра далі виконувала свої функції. Мешканці міста — русини підтримували свою святиню фінансами та землями. Зокрема, 16 липня 1456 р. на користь холмського собору було організовано медову данину. Окрім головного храму, вже на початку XV ст. в Холмі згадується церква Св. Параскеви (1428), Св. Миколая (1428), Успенська (1428), та народження Христа під замком (1576). Де вони знаходилися? Вказується, що на північ від ринку знаходилося Брестське передмістя з єпископським ринком, поблизу якого стояли Успенська церква та церква Параскеви. Наразі це місце локалізують районом сучасної церкви Івана Богослова. Щодо церкви св. Параскеви (П'ятницька) відомо, що вона виникла у XV ст. на тутешньому передмісті Оболонь (колишніх заплавних луках річки Угерки). Вперше священики П'ятницької церкви о. Терентій та о. Партенон згадуються у документах 1428 р. У документі — скарзі владики Леонтія 1581 р. про відмову сплати священиками церковних податків згадується парох о. Іван, а у документах 1602 р. — о. Григорій. Імовірно ця церква стояла на сучасному перехресті вул. Оболонської та Міцкевича, оскільки збереглося свідчення що саме на місці старої церкви під час російського панування на Холмщині було збудовано нову. 4 червня 1578 р. Холм разом з церквами та укріпленнями знищила пожежа. Тоді вцілів тільки замок та руський монастир на гірці з Даниловою церквою. У 1596 р. холмський єпископ Діонісій Збіруйський прийняв у Холмі Берестейську унію.
1612 р. мав ледве 2 200 мешканців, у тому числі 800 євреїв. Деяке культурне значення мав як головне місто єпархії, осередок церковних шкіл. У 1638 р. кафедральна церква та монастир згоріли. Її відбудова та розбудова Холмської столиці унії були пов'язані з активністю холмського греко-католицького єпископа Мефодія Терлецького. Він першим відкрив фундаменти Данилової церкви на гріці та перебудував її. Саме цю відбудовану кафедру, імовірно, представлено на срібній оздобі вівтаря, виконаній в Гданську на замовлення холмських василіян. За його часів місто, як і в часи Галицько-Волинської Русі, замало Гірку та західний схил природного підвищення. Цей терен був обнесений дерев'яно-земляним парканом та валом, подекуди кам'яним муром. За тим поясом укріплень розміщувався сухий рів. Укріплення мали овальні абриси, а Висока Гірка була оточена окремим муром. Його рештки збереглися на Холмській гірці. Проте до XVII ст. то все розвалилося і місто фактично було безборонним. До міста вели Замойська, Красноставська, Львівська, Люблінська, Брестська та Василіянська брами. В 1783 р. стояли тільки три брами-руїни. У західному й північно-західному напрямках від міста виростали передмістя — у XVI ст. — Люблінське, а у XVII ст. Єпископське (Biskupie), Владчин (Wladczyn) та Блоні (Blonie). Останнє пізніше називалося Оболонню, позаяк у Києві. Про його існування досі нагадує вул. Оболонська. На горі знаходився дерев'яний замок, обліплений глиною. У XVII ст. він згорів і був збудований новий з палацом старости. На згаданій срібній прикрасі вівтаря в мурах Холмської Гірки показана брама схожа на сучасну Устилузьку браму, яка наразі розташовується одразу за кафедральним собором і має бароковий вигляд. Ця брама, єдина зі збережених, походить з 1616 р. — тож це найстаріша збережена архітектурна пам'ятка міста.
Окрім церкви, М. Терлецький звів палац єпископів (попередник сучасного з поч. XVIII ст.) та двоповерхову будівлю василіянського монастиря. З 1617 р. при кафедрі М. Терлецьким організовано василіянський монастир, який розташовувався в спорудах на вершині Гірки. Вона збереглася до нашого часу, хоча і в перебудованому вигляді по лівий бік від собору. В 1639 р. при греко-католицькій кафедрі єпископ Мефодій Терлецький влаштував гімназію, яка підлягала Краківській академії. Її керівником став Якуб Суша. Терлецький також пробував закласти в Холмі друкарню, метою якої був друк кирилицею слов'янських літургічних книг та іншої релігійної літератури. Усупереч згоді Риму цей проєкт не вдалося реалізувати через повстання Хмельницького.
З середини XVII століття почався занепад Холма, спричинений війнами. 1648 р. місто захопив на деякий час гетьман Богдан Хмельницький. У 1650—1651 рр. відповідно до Зборовської угоди короткий час на вимогу Б. Хмельницького Холмський собор перебував у руках православних єпископів. У 1651 р. греко-католицький єпископ Яків Суша возив чудотворну ікону Холмської Божої Матері разом з королівським військом на поле битви з козаками під Берестечком.
Пізніше Холм знищили шведи, московське військо, багато потерпів під час Північної війни (1700—1721 рр.). Наприкінці XVIII століття у Холмі жило близько 2 500 мешканців, у тому числі понад 1 000 євреїв, 1 000 поляків, 200 українців.

### 1795—1914

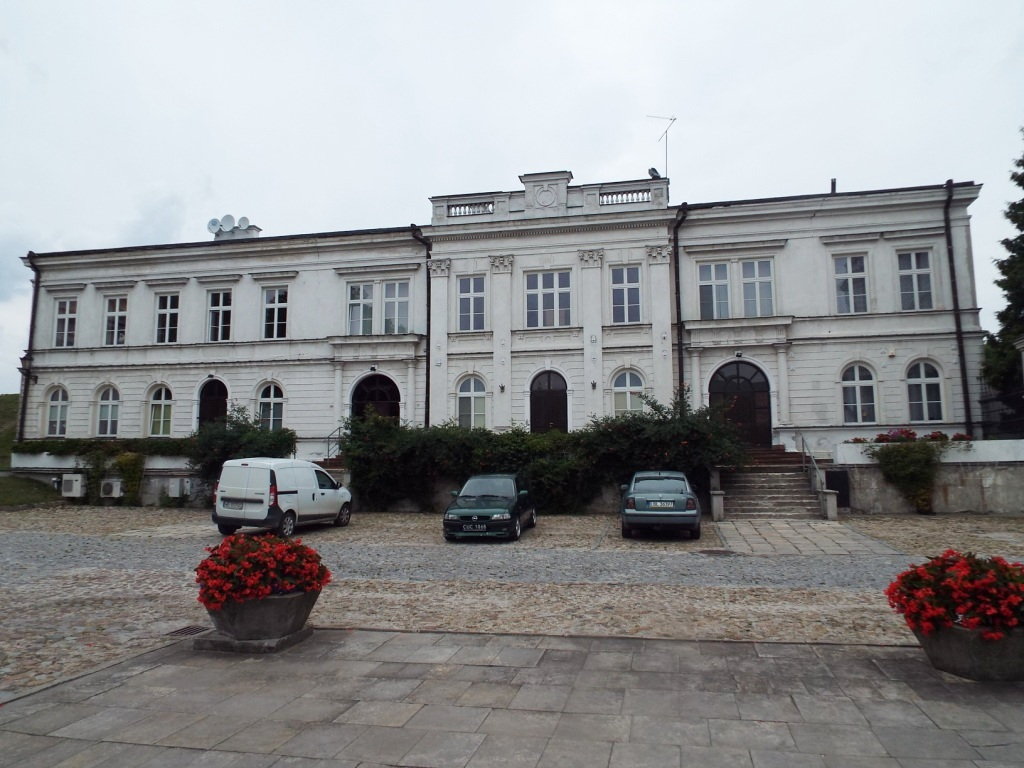
Будинок православного братства св. Богородиці в Холмі (Кафедральна гірка), Фото 2016 р.

Після поділу Польщі Холм належав до володінь Габсбурґів (1795—1804), Австрійської імперії (1804—1807), Варшавського герцогства (1807—1812) і Польського королівства (1812—1832), пізніше входив безпосередньо до складу Російської імперії.

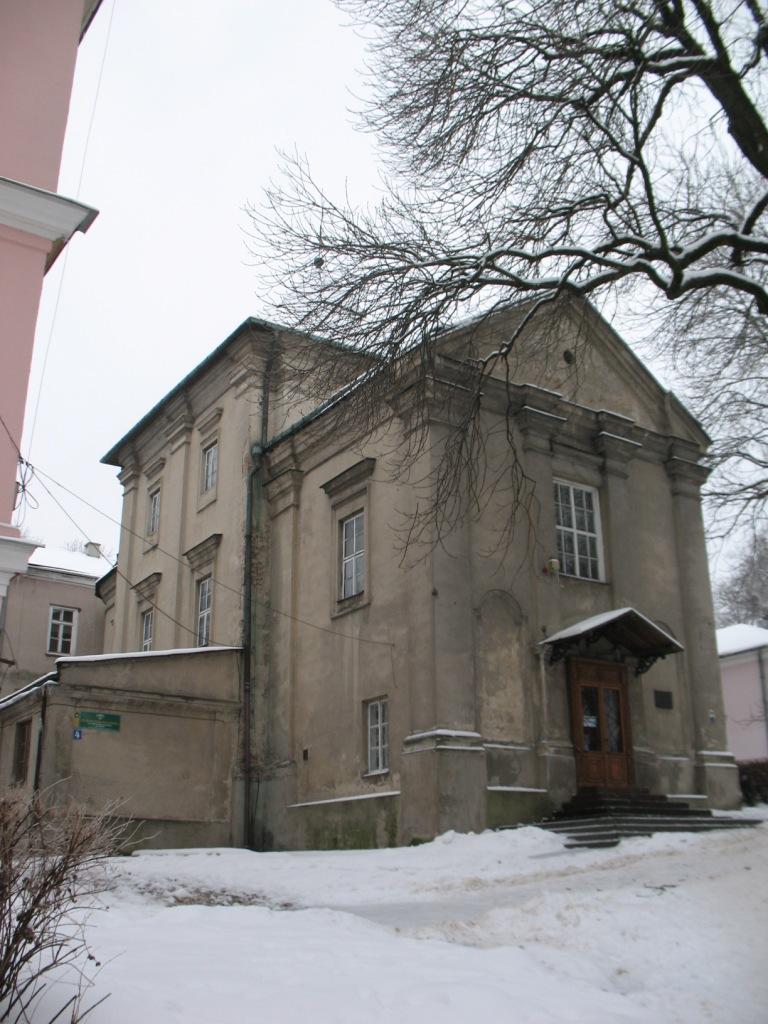
Греко-католицька (унійна) церква святого Миколая в Холмі, (фото 2009 р.)

З австрійським періодом в історії Холма пов'язана розбудова комплексу греко-католицької семінарії при мурованій церкві св. Миколая на однойменній вулиці. Після пожежі 1779 р. замість первісних дерев'яних будівель семінарії зведено нові муровані споруди, будівництво яких розпочато єпископом Порфирієм Важинським у 1799 р. і завершено на початку XIX ст. Споруди спроєктовані в формі літери Н. У найстарший центральній частині комплексу навіть збереглися давні склепіння. З 1769 р. до ліквідації ордену в 1864 р. семінарія перебувала у віданні василіан. У 1804 р. за рішенням австрійського уряду розпочато відбудову самої греко-католицької церкви св. Миколая.

З 1809 р. волею Наполеона вона входила до автономного польського Варшавського князівства. На початку 1813 р. російські війська, які переслідували залишки армії Наполеона, зайняли Холм. За рішенням Віденського конгресу 1815 р. Холмщина стала частиною Польського Королівства в складі Російської імперії, тож місто і регіон опинилося під новою — російською окупацією, тепер уже на століття. У цей час Холм з округою ввійшов до етнічно-польського Люблінського воєводства, перетвореного в 1837 р. на губернію. З цього приводу М. Грушевський писав:
«Тільки як на Віденськім конгресі в 1815 p. викраяно було наново „Королівство Польське“ з земель польських, суміжних українських, білоруських і литовських, а в їх числі попала туди й Холмщина, поляки стали дивитись на неї як на землю польську, чи таку, краще сказати, яку треба за кожду ціну зробити польською».
Станом на кінець XVIII ст. для поляків, попри сучасні заяви про тісне пов'язання з Польщею, Холм великого значення не мав. Він був околичним містечком і нічим особливо не виділявся. Справжня суперечка за Холм почалася лише після того, як Російська Імперія, відчувши силу і загарбавши ці землі, почала вести себе як той, хто виправляє давню кривду. В умовах такого успішного російського ідеологічного наступу польські публіцисти вимушені були вигадати романтичну легенду про те що Холмщина була польською територією ще до Данила Романовича, і пізніше була загарбана Руссю. На жаль, ця концепція для «покріплення сердець», яка не знаходить жодних археологічних чи історичних підтверджень пережила історичну кон'юнктуру часів російської окупації і по сей день фігурує навіть в історичних джерелах. Холм став центром реалізації проєкту відновлення Холмської Русі, що супроводжувалося русифікацією місцевого українського та польського населення.
Роль Холма на початку ХІХ ст. ще більше зменшилась. В 1816 р. місто ще більше підупало. Оборонні мури було розібрано на камінь, міщани також добували вапно на схилі Холмської Гірки під кляштором василіянів (збудованим ще за М. Терлецького). Згідно з критеріями станом на 1834 р., Холм був містом четвертого розряду, які нараховували 3—6 тис. мешканців. У 1837—1866 роках Холм не був навіть повітовим містом і належав до Красноставського повіту. Проте весь цей час залишався осідком греко-католицької єпархії, яка обіймала, окрім Холмщини, також українські етнічні землі Південного Підляшшя. Була це, зрештою, єдина греко-католицька єпархія в Царстві Польському, а від 1839 р. і в усій Російській імперії. У цей час греко-католицька церква була вже дуже полонізованою. Проте під впливом росіян цей процес почав сповільнюватися. Микола І. був відвертим ворогом унії. Тож він реалізовував один за одним послідовні кроки до її ліквідації. Вищевказаний напрямок спочатку набув матеріального втілення в перебудові церкви св. Миколая. Входження Холма до російської держави відбувалося дуже проблематично. Опір тут, окрім поляків, чинили й численні полонізовані греко-католики. В 1861 р. напередодні січневого повстання, у Холмі, на Кафедральній Горі відбувалися політично-релігійні маніфестації, в яких брав участь, зокрема, Степан Лаврисевич настоятель греко-католицької парафії св. Норберта в Кракові. Російський уряд повною мірою скористався з факту участі греко-католиків у повстанні. Після січневого повстання указом російського імператора Олександра II у 1864 р. на території Польщі скасували усі релігійні ордени, в тому числі й василіян. Це поклало кінець їх монастирю та бібліотеці в Холмі (на Високій гірці). А в 1875 р. українців Волині, Холмщинини та Підляшшя спіткало нове випробування. Російська влада пришвидшила реалізацію своїх планів і ліквідувала греко-католицьке віросповідання.
У 1867—1912 рр. Холм знову став столицею повіту. У 1877 р. до міста провели Надвіслянську залізницю з Ковеля, а потім містом також пройшла залізниця до Берестя. Проте життя міста сильно не пожвавилося. Холм так і лишився малозначущим осередком єврейської торгівлі та ремесла. В 1865 р. в Холмі мешкало 4054 особи, а 1870 р. — 4.5 тис. осіб. З них 70 % становили євреї, а 20 % — поляки та українці-греко-католики. Загалом, русини-українці ж на Холмщині становили більшою частиною сільське населення.
З 1852 р. до Холма та регіону почали напливати вихідці з інших районів Російської імперії, в тому числі з інших регіонів України. Це були чиновники царської адміністрації, військові, духовенство, підприємці та просвітяни. Православних розпочали ховати на міському цвинтарі на вул. Львівській. Проте це викликало протести католиків, які не хотіли бути поховані разом з православними (такі були часи). Зважаючи на це, організовано новий православний цвинтар на північному схилі Холмської Гірки. Повернення до православ'я супроводжувалося тим, що всі наявні греко-католицькі церкви в Холмі та на Холмщині перероблялися на православні. Величезні зусилля вкладалися також у будівництво нових просторих церков у модному та офіційно затвердженому російсько-візантійському стилі. З 1875 р. собор Богородиці на Холмській Гірці почав діяти як кафедральний для православної Варшавсько-Холмської єпархії. У 1874—1877 роках проведено ґрунтовний ремонт і перебудову споруди — добудовано чотириколонний портик до головного входу, перероблено і позолочено головну баню і бані над вежами чільного фасаду, розписано інтер'єр і виготовлено та встановлено новий п'ятиярусний іконостас. У 1877 р. під наглядом архітектора-виконавця будівельних робіт по зведенню православних церков у Привіслянському краї Шреттера, а, можливо, і за його проєктом біля базиліки, зведено нову муровану дзвіницю. Збоку від колишньої будівлі василіянського монастиря побудовано садибу православного братства Богородиці - органу створеного для русифікації Холмщини.
В своїх зусиллях утвердитися на Холмщині, Росія активно використовувала пам'ять про руське минуле Холмщини. Для цього були проведені перші розкопки Петра Покришкіна та Федора Коралова на Холмській гірці. Ці дослідники вперше розкопали резиденцію Данила Романовича. Саме в будинку братства організовано церковно-археологічний музей. В цьому музеї зокрема зберігалася стара риза з образу Богородиці, яку подарував Я. Суша. На жаль, усі знахідки цих археологів в 1915 р. були вивезені до Росії і їх сучасна локалізація не відома.

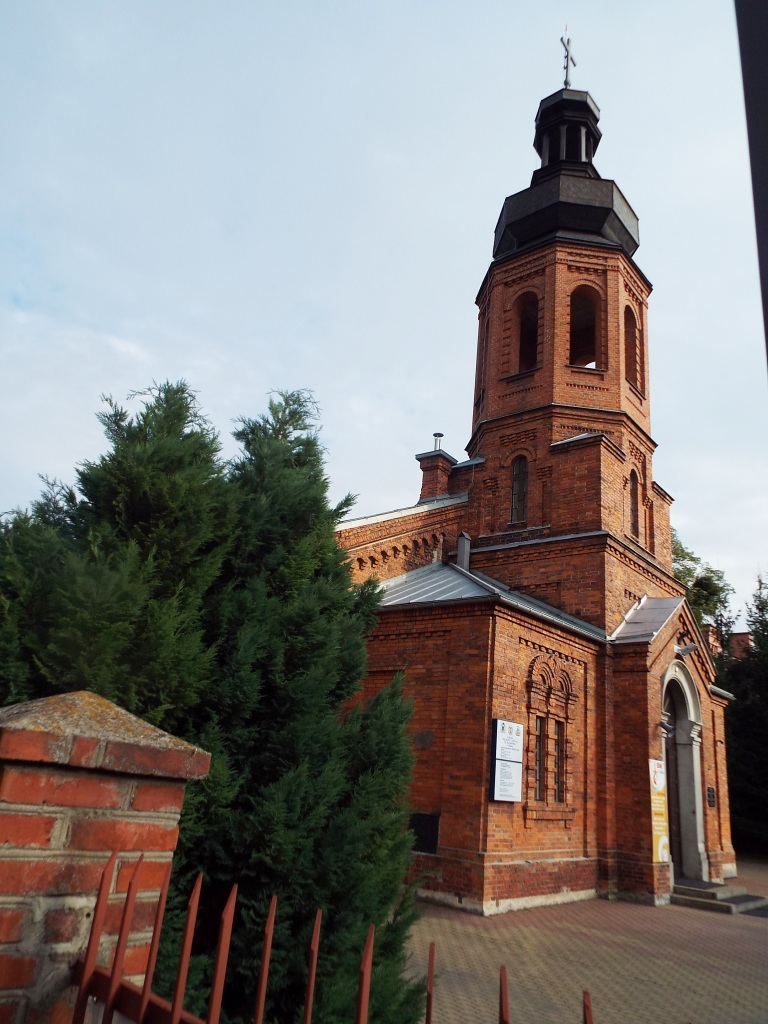
Колишня гарнізонна православна церква св. Трійці в неоросійському стилі, звана за назвою полку Бутирською, 1880 р. Холм. Фото 2016 р.

У 1880—1881 рр. на другому поверсі флігеля єпископського палацу на Гірці при соборі Різдва Пр. Богородиці влаштовано церкву св. Михаїла, київського митрополита, завершену однією цибулястою маківкою. Ця церква (помітна на старих фотографіях) була ліквідована після першої світової війни. Поблизу кафедрального собору на історичному місці церкви Іоанна Златоустого було у 1884 р. в 10-ту річницю навернення греко-католиків до православ'я зведено стовпоподібну церкву св. Кирила та Мефодія. В 1921 р. її було розібрано, а на цоколі насипано курган Незалежності який височіє на Високій гірці і зараз. У 1868 р. на церкву св. Варвари перетворено зачинений мурований по-реформатський костел св. ап. Андрія. В 1914 р. майже закінчена церква св. Параскеви за проєктом Олександра Пуринґа. Ознакою російського панування стало зведення комплексів військових казарм — опорних пунктів царської адміністрації в Холмі, Грубешеві, Замості та ін. містах. Зокрема на території Холма розміщується низка військових частин, для яких будуються спеціальні кошари, а поблизу них церкви. В 1860-х рр. кількість військових, які перебували в цей час в Холмі коливалася від 82 до 522 офіцерів та солдат. Імовірно, значна їх частина була вихідцями з України. Для потреб військових першою в центрі міста було зведено церкву св. Івана Богослова (існує по сей день). В західній частині міста знаходиться мурована гарнізонна церква св. Трійці в неоросійському стилі, звана за назвою полку Бутирською. Її було зведено в 1880 р. при Бутирських казармах, розташованих в дільниці Шліхонки, на вул. Кошаровій. Зачинена після першої світової війни споруда використовувалася для різних цілей. У 1980 р. церкву відремонтовано і її пристосовано на костел св. Казимира сучасної католицької парафії. В східній частині міста, на південь від району Дирекція, на вул. Грубешівській знаходиться ще одне колишнє царське військове містечко з військовим шпиталем, пізніше за Другої польської республіки шпиталем святого Миколая. Тут зберігся гарнізонний собор св. Миколая, перероблений наразі на костьол Божого Милосердя, вул. Ксьондза Зигфріда Березецького (Ksiedza Zygfryda Berezeckiego), 1, та водонапірна вежа. В 1901—1908 рр. для розквартированого в місті 65-го Московського полку піхоти зведено муровану гарнізонну церкву св. Олексія, Петра, Йона і Пилипа, звану Московською, або навіть Московським собором. Будова в типовому російсько-візантійському стилі була поисвячена перебуванню імператора Росії Миколи II в місті. Після першої світової війни розібрана польською владою як символ московської неволі. Розташовувалась на розі вулиць Люблинської та Трубаківської. У 1883 р. на Люблінській дорозі збудовано муровану, квадратну в плані каплицю св. Федора, яка була філією кафедри. Каплиця збереглася до нашого часу її можна оглянути по вул. Люблінській, 166d.
1865 р. в будівлях колишнього реформатського монастиря по вул. Реформатській відкрилася жіноча гімназія (надалі називана Маріїнинською). Разом з чоловічою гімназією створеною в колишньому монастирі піарів, вона була спрямована на русифікацію нащадків греко-католицького духівництва. Після 1875 р. усі греко-католицькі навчальні заклади стали православними. Зокрема на базі існуючої греко-католицької семінарії при церкві св. Миколая створено православну духовну семінарію. Окрім цих закладів у Холмі відкрилися додаткові гімназії, в тому числі приватні, а також Холмська технічна залізнична школа імені Д. М. Іванова — будівля збереглася. Розбудовувалася мережа початкових, зокрема, церковних шкіл. 1890 р. архієпископ Холмсько-Варшавський Леонтій Лебединський коштом уряду збудував чудову семінарійну будівлю в Холмі, яка збереглася до наших днів. Холмська семінарія мала бути центром русифікації українців та білорусів на колишніх польських землях. В будівлі семінарії розміщувалася каплиця св. Леонтія (сучасна зала, досі увінчана банею). У 1912 р. на гірці відбулося масове святкування повернення Холмщини до складу Московії — утворення Холмської губернії. Перед початком першої світової війни Холм продовжував лишатися відсталим провінційним містечком. Серед християн у місті, католики домінували над греко-католиками. Адже внаслідок так званого толеранційного указу російського царя від 1905 р. відбувся масовий перехід колишніх греко-католиків чи їх нащадків з примусового православ'я в католицизм.

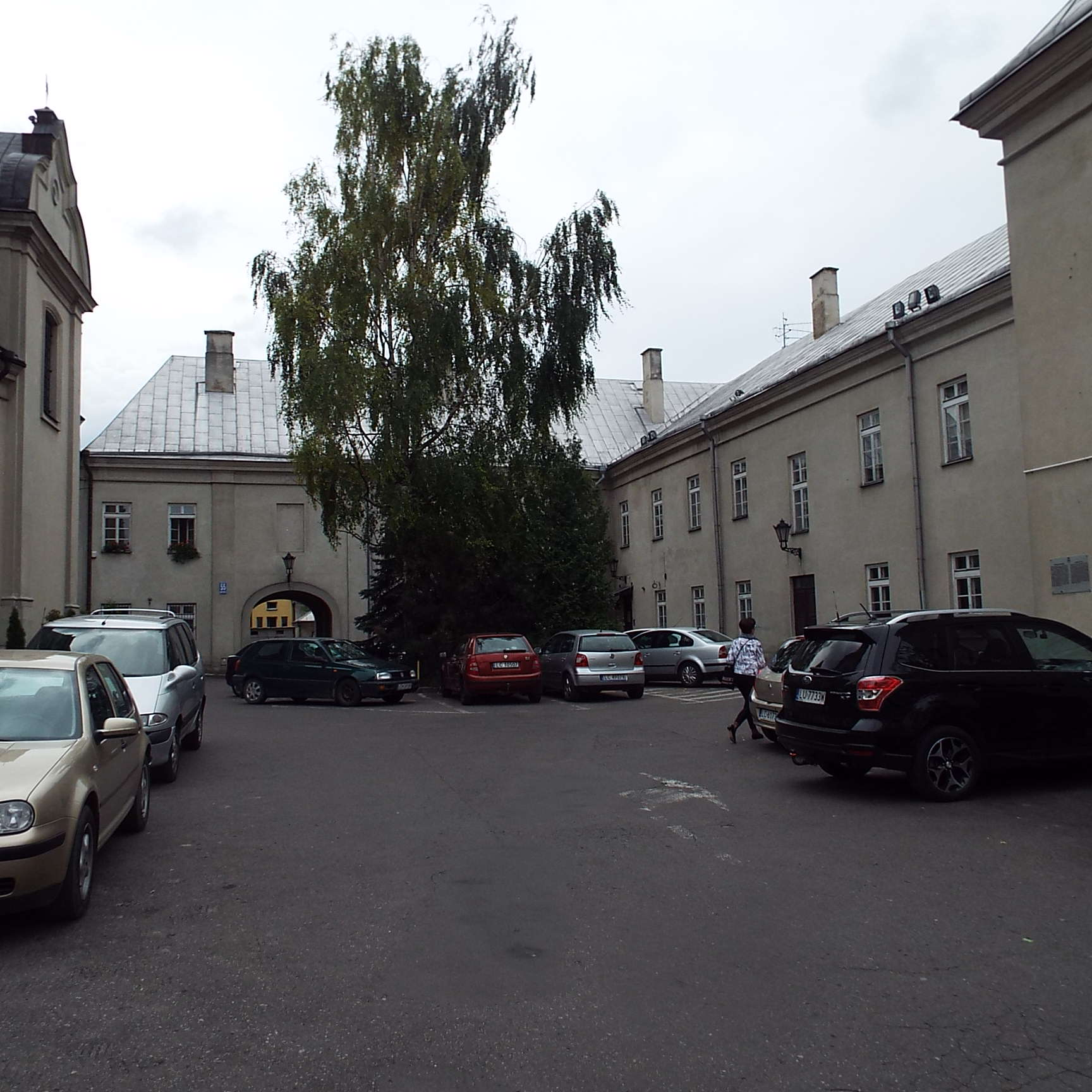
Комплекс піарів у Холмі, вул. Люблінська — місце народження Михайла Грушевського, 2016 р.

В Холмі "в піарських будинках, де містилась семінарія " в 17 вересня 1866 р. прийшов на світ і провів перші три роки свого життя Михайло Грушевський. Ідеться про будинок колишнього монастиря ордену піарів та організовану ними на Люблінській вулиці школу для шляхетської молоді. Був охрещений першим православним настоятелем церкви Іоанна Богосолова — протоієреєм Яковом Крашановським. Хрещення відбулося або в самій церкві, або поруч на плебані.

### 1905—1918
Про зміни релігійних, деякою мірою національних відносин свідчать числа: 1873 р. на 5 595 мешканців припадало: православних — 263, греко-католиків — 530, римо-католиків — 1 294, євреїв — 1 503. 1911 р.: на 21 425 меш. 5 181 православних (українці й росіяни), 3 820 римо-католиків, 12 100 євреїв, 315 лютеран. Впливи росіян збільшилися зі скасуванням унії і припливом православного духівництва. Холм був центром русифікації (ряд середніх шкіл, духовна семінарія) і полонізації. Русифікація посилилася після утворення 1912 р. Холмської губернії через приплив російських службовців.
Після 1905 року почала виявлятися незначна громадська активність холмських українців: створено Просвітительное Общество Холмскої Руси, яке видавало двомовний журнал «Братська Бесіда», товариство «Просвіта».
Перша світова війна спричинила зменшення українського населення Холма, бо 1915 р. майже всі українці й росіяни виїхали на схід перед приходом військ центральних держав.
Від 25—27 серпня 1917 року відбувся Всехолмський З'їзд у Києві з 296 делегатами холмщаками, який виразно виголосив свою єдність з українством. Цей з'їзд також обрав 8 представників до Центральної Ради і призначив губернського комісара Холмщини в особі М. Лоського; його теж затвердила Центральна Рада і визнав український уряд.
Українська головна Рада пов'язана з Українською національно-демократичною партією домагалася від Центральних держав невключення до Польщі українських етнічних земель — Холмщини, Підляшшя та Волині. Реакцією було звернення австрійського уряду до місцевих мешканців-українців, збільшення тиражів україномовної преси, встановлення посади українських інформаторів при австрійських військових комендатурах. 9—10 квітня 1917 р. відбулася спільна нарада Галичанської Ради Наддніпрянського Союзу Визволення України з метою координації розпочатих раніше агітаційно-пропагандових заходів в окреслених регіонах. Перед 5 листопада 1916 р. німці розглядали проєкт створення «Українського П'ємонту» на Холмщині.
Прилучення Холмщини до України проголошено постановою Центральної Ради 12 листопада 1917 року. Також за Берестейським миром (9 лютого 1918 року) Холмщину приділили Україні. Але на той момент УНР зовсім не контролювала ці території, які ще з осені 1915 р. були окуповані військами Німеччини і Австро-Угорщини. Лише у березні 1918 р. до м. Берестя прибув за призначенням з Києва невеликий персонал новоутвореного Холмського губернського управління на чолі з Скоропис-Йолтуховським. Українські адміністратори почали поступово перебирати владу від німців на цих територіях. 
За часів Української Держави гетьмана Павла Скоропадського посаду губернського старости Холмщини продовжував обіймати О. Скоропис-Йолтуховський. У 3 червня 1918 року був сформований 4-й піший Холмський полк Армії УНР. Відповідно до планів Генерального штабу Української Держави він мав розташовуватися у м. Холм, але через протидію німців розміщувався в Острозі. 5 листопада 1918 р. гетьманат виділив окрему Холмську губернію. Центральним губернським містом визначався Брест-Литовськ. 

На початку листопада 1918 р. поляки роззброїли австрійські підрозділи у Холмі та взяли владу в свої руки. Під час Перших визвольних змагань ім'я міста носила 4-та Холмська дивізія армії УНР, яка вела бої з поляками на Волині. Після поразки Української держави холмщаки опинилися в межах Польської держави.

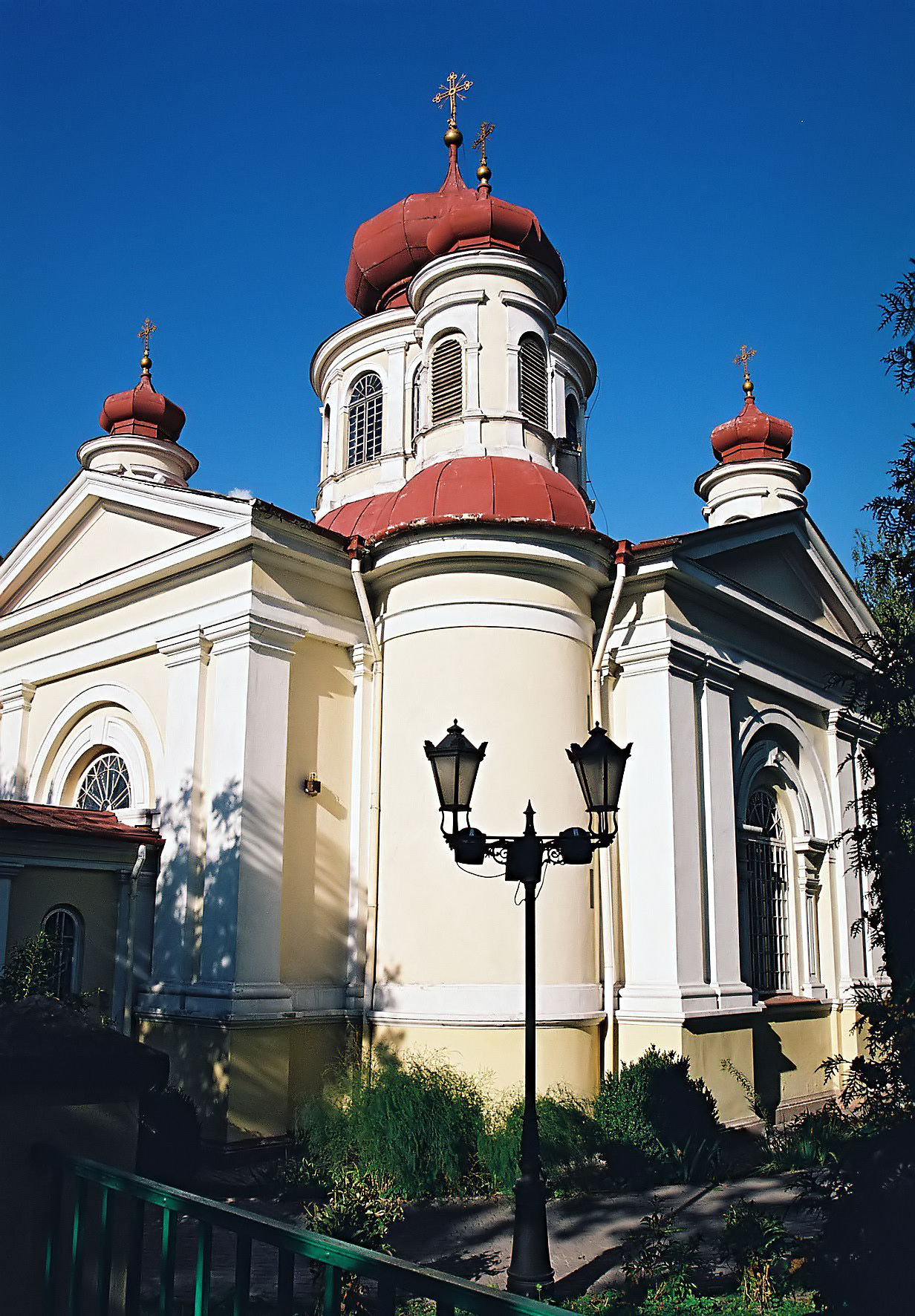
Церква Івана Богослова у Холмі

### У складі Другої Речі Посполитій 1918—1939
Міста на Холмщині в цей час майже повністю скатоличені, за винятком Холма, Томашева й Грубешева, в яких православні становили від 5—6 %, решта міст мали від 0,9 до 3,0 %. Кількість українців, які жили в містах становила трохи більше 4 %. Найбільшим їх скупченням був саме Холм, де жило понад 1,7 тис. українців. Кількість православних тут суттєво зменшилася. Адже якщо в 1911 р. тут мешкало 24,2 % православних, то в 1921 р. — 5,9 %, 1931 р. — 6,1 %, 1939 — 5,9 %. Більшість евакуйованих повернулася до Холма у 1920—1922 pp. За час перебування в Україні їхня національна свідомість значно зросла.
З 1919 р. в Холмі усі церкви, які колись належали греко-католикам, забрали католики. В 1919 р. католики захопили Собор Богородиці на Холмській гірці (який раніше був греко-католицьким), разом з чим осквернили поховання православних та греко-католицьких єпископів. У 1920—1931 рр. базиліку передали ордену єзуїтів, а з 1931 р. вона стала парафіяльним храмом. У 1919—1935 рр. проведене оновлення вистрою церкви (або кажучи просто знищення її православного вистрою та розписів з наданням їй первісного вигляду (залишений лише чотириколонний портик) за проєктом архітектора Конрада Шреттера. При цьому розібрано іконостас і знищено весь стінопис. У 1938 р. перебудовано дзвіницю за проєктом архітектора Антонія Форкевича, а в церкві за його ж проєктом перебудовано хори.
З 1919 по 1939 р. — Церква св. Миколая (ремонтована у 1922—1937 рр.) використовувалася як римо-католицька каплиця при учительській семінарії.

Натомість три православні церкви московського часу: Московська, Кирила та Мефодія на Гірці та св. Параскеви (в 1931 р.) за підтримки частини католицького кліру були знищені. Церква Святого Духа при комплексі піарів після 1918 р. знову стала костелом. У 1935 р. через поганий технічний стан костел розібрано, а площа, що утворилася дістала назву св. Духа (суч. Гданська площа). Була знищена також православна церква в Покровці (в 1938 р.).

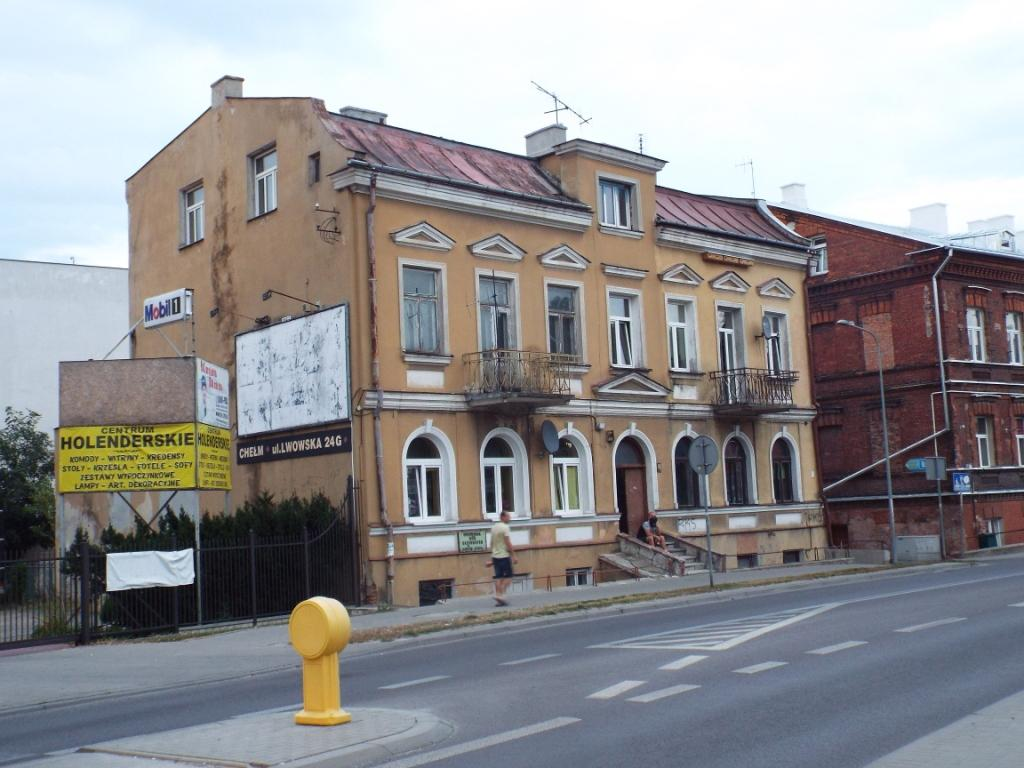
Будинок у Холмі на вул. Люблінській, 80, який збудував відомий український діяч Холмщини Антін Васинчук. Фото серпня 2017 р.

 Єдиною церквою Холма, яка залишилася в православних була церква Івана Богослова. В 1936 р. холмська православна парафія нараховувала 5 тис. вірних. Окрім того, в міському гарнізоні служила значна частина солдат цього ж віросповідання, а в школах вчилося 900 православних учнів. Зрозуміло, що однієї церкви було замало для всіх парафіян. Зважаючи на що ухвалено рішення про її розбудову. В 1937 р. розроблений проєкт, який був затверджений Варшавським митрополитом та Люблінським воєводою. 5 червня 1938 р. покладено наріжний камінь, залито фундаменти під плановані нові елементи будинку. Проте працю перервала війна, а пізніше у зв'язку з статусом пам'ятки до розширення вже не повернулися.
У 1921 році на 23 221 мешканців було 12 064 євреїв, 9 492 римо-католиків, 1 369 православних, 207 лютеран.
Українською пам'яткою Холма міжвоєнного часу є кам'яниця на вул. Люблінській, 80, яку збудував для своєї родини визначний український діяч Холмщини періоду до другої світової війни Антін Васинчук (в інших джерелах Васильчук). З його життям та діяльністю пов'язана і низка інших об'єктів, які збереглися в сучасному Холмі: А. Васинчук був охрещений в православному тоді кафедральному соборі на Холмській Гірці. Перші роки він провів у сімейному будинку, розташованому на вулиці Броварній. У 1894 р. Антін розпочав навчання в однокласній школі, що діяла при Холмській православній духовній семінарії (суч. Ліцей імені Чернецького). Холм став центром культурно-освітнього товариства «Рідна Хата». 1920—1923 рр. у Холмі виходила газета «Наше Життя», календарі тощо. Зберігся будинок на вул. Облонській, 14, у якому в закладі Бронфельда друкувалися українські газети «Наше Життя» та «Селянський шлях». Антін Васинчук та його родичі поховані на православному цвинтарі в Холмі на вул. Львівській. Тут також багато інших поховань українців Холма різного часу. На вул. Броварній, 2 в Холмі в 1927 р. було зареєстровано Український народний банк — кооператив з обмеженою порукою. Він належав до Спілки аграрних та заробково-господарчих кооперативів у Варшаві.
У кінці 1920-х pp. активність українців Холму була пригноблена польською владою внаслідок «пацифікації».

### Період німецької окупації 1939—1944

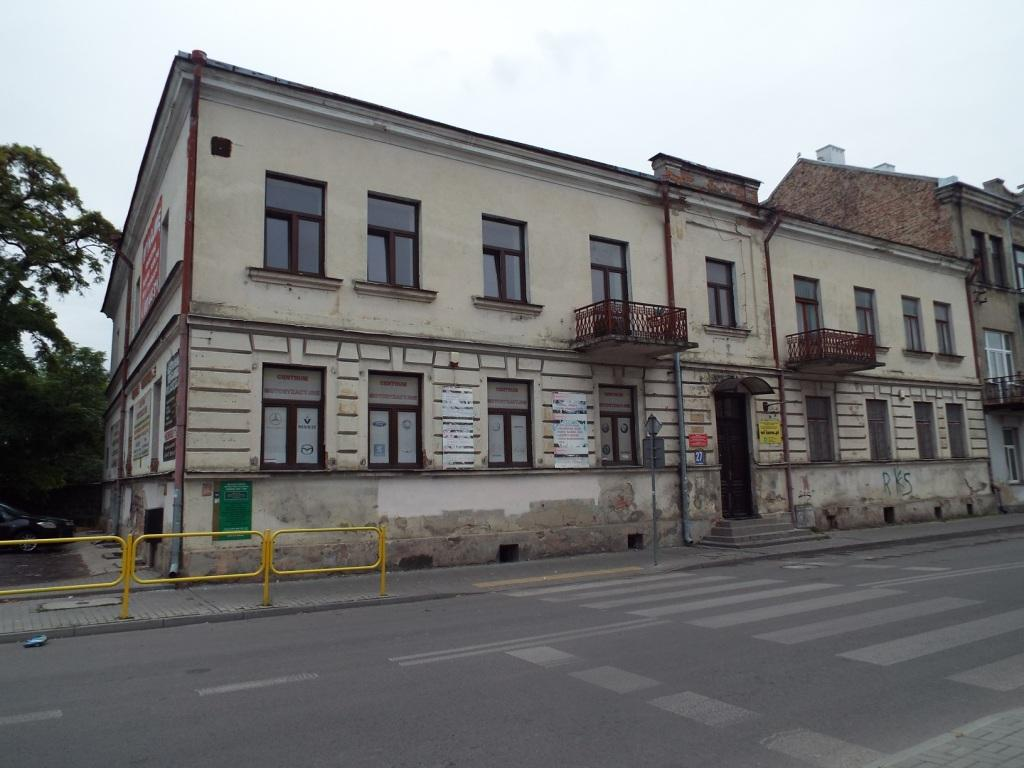
Будівля УБ по вул. Реформатсській, 27 у Холмі — місце куди привозили катувати та допитувати як польських, так і українських патріотів.

1939 р. поділив українців Холмщини. Частина влилася в склад польського війська. Найбільше українців служило в 54 полку піхоти в складі 12 дивізії піхоти. Кількість українців у ній становила понад 40 %. Проте зупинити німців полякам не вдавалося. Вже 18 вересня 1939 р. німецькі війська зайняли Красностав. 25 вересня утворено Люблінський дистрикт нового окупаційного утворення на території Польщі — Генерального Губернаторства. Цього ж дня після двогодинного бою Холм на два тижні потрапив до рук союзників німців — совєтів (до ранку 7 жовтня 1939 р.). З боку поляків місто боронили два батальйони поповнення 35-го полку піхоти та група поштарів. 27 вересня 1939 р. в околицях міста діяла польська група «Холм» полковника Владислава Плонки з підлеглими відділами полку кавалерії ппк. Фелікса Копця і групою кавалерії ротмістра Франтишка Флатая. Група «Холм» входила в склад групи військ полковника Тадеуша Зеленевського і разом з нею капітулювала. Скільки в складі цих військ було українців, не відомо.

В кінці вересня 1939 р. під Холмом перебував Павло Шандрук. Ось як він описує це:
«…в районі Красного Ставу зібралася велика кількість солдатів, і мене призначили головою штабу полковника Братро. Він командував зведеною бригадою з частинами 18-ї піхотної дивізії. Ми отримали наказ захопити місто Холм, яке вже було в руках німців. Підготовану мною нічну атаку не було проведено, тому що вночі німці залишили Холм. В лісах під Холмом, Трубаковим та Замостям зібралося багато солдатів, і там я знайшов моїх вчителів і колег з коледжу І Пішого командування та Генштабу».
Проте частина українців зі складу Комуністичної партії Західної України (КПЗУ) та ОУН незалежно один від одного збройно виступила проти відступаючих польських військ. Значна маса українців Холмщини сприйняла падіння Польщі з неприховуваним задоволенням.
Відповідно до радянсько-німецького пакту Закерзоння належало до радянської зони впливу. 26 вересня 1939 року радянська 36-та танкова бригада зайняла місто і взяла до полону 8 тисяч польських вояків, захопила 7000 гвинтівок, 1250 револьверів, 40 кулеметів, 10 гармат, 14 автомашин і 1500 коней.. Однак через два дні Сталін обміняв Закерзоння на Литву і місто передали німцям.
З 9 жовтня 1939 р. до 22 липня 1944 р. Холм перебував під німцями. По закінченню Вересневої кампанії вже 17.10.1939 р. делегація українських мешканців Холма на чолі з православним священиком Ігорем Кікітцем відвідала коменданта Холма полковника Гегера та коменданта повіту полковника Гебуера, після чого склала декларацію лояльності до німців. Делегати описали ситуацію українців в Холмщині та просили вжити заходів щодо її покращення. Поміж жовтнем та груднем 1939 р., за згодою німецької влади, українці створили низку національних організацій, які займалися взаємодопомогою, підтримкою втікачів та військовополонених. В грудні 1939 р. при німецьких інституціях працювали довірені особи — українці.
Проте німці не погодилися на створення єдиної української політичної репрезентації і самі опрацювали статут Українського центрального комітету — УЦК — інституції яка мала займатися суспільними проблемами, організацією навчання та торгівлі. Садиба УЦК розмістилася в столиці Генерального губернаторства — Кракові. В цей час на Холмщині та Південному Підляшші замість колишніх «Рідних хат», які було відновили свою діяльність, проте згідно з розпорядженням німців від 25 серпня 1940 р. мали бути ліквідовані, масово почали засновуватись українські освітні товариства (УОТ), які відповідали за культурну та освітню діяльність серед українців. До червня 1941 р. було утворено 885 кіл цієї організації, що означало їх діяльність в абсолютній більшості сіл населених українцями. В Холмі було утворено 3 середні школи, а загалом в регіоні організовано 68 таких шкіл. Програму навчання цих шкіл було узгоджено з програмою німецьких шкіл. Навчання в середніх школах було можливе після заснуванням бурс-гуртожитків для молоді. Вперше на Холмщині ці школи перейшли на українську мову. Проте брак кадрів, перешкоди німців, які забирали учнів на працю до Німеччини, та переслідування польського підпілля сильно ускладнювало задачу. У Холмі було відкрито українську восьмикласну коедукаційну українську гімназію. Гімназія розмістилася в будинку колишньої духовної семінарії (наразі гімназія ім. С. Чернецького). Найбільша кількість учнів у ній нараховувала 625. При гімназії продовжував діяти музей Холмської землі з багатими зборами ікон та портретів греко-католицьких єпископів. Проте згодом, гімназія була ліквідована німцями, які зробили в цьому приміщенні польовий шпиталь.

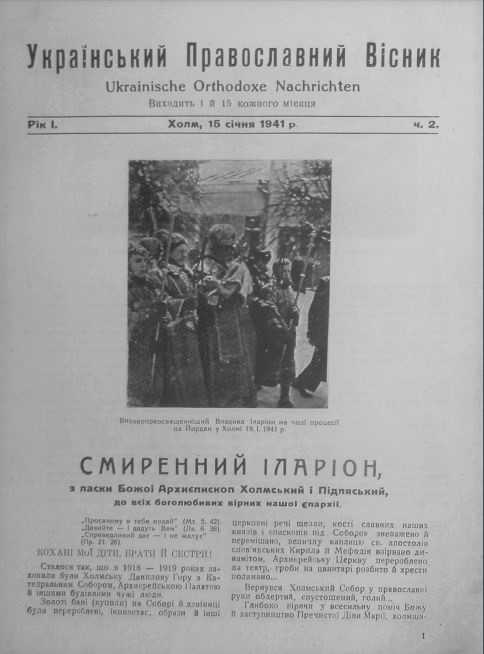
Український православний вісник — Ілюстрований церковно-народнiй журнал, виходив у Холмі з 1940 року двічі в місяць.

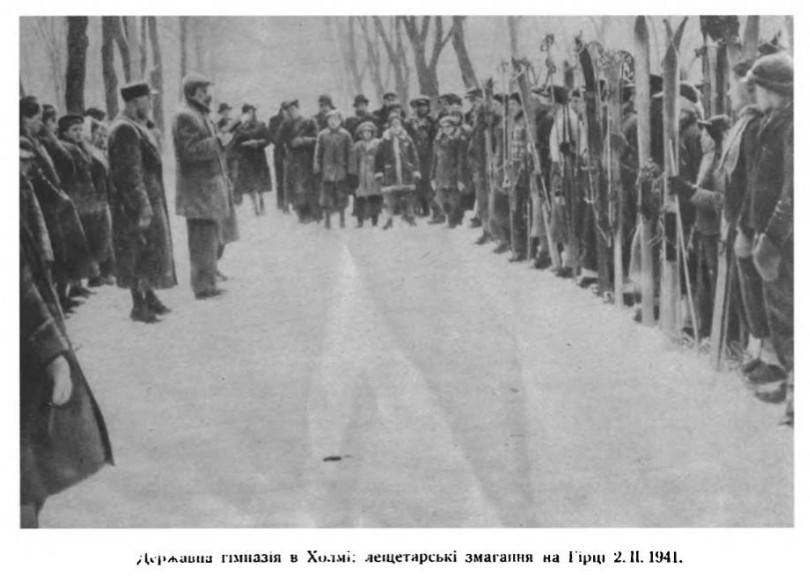
Лещатарські змагання української державної гімназії в Холмі на Гірці. 2 лютого 1941 року.

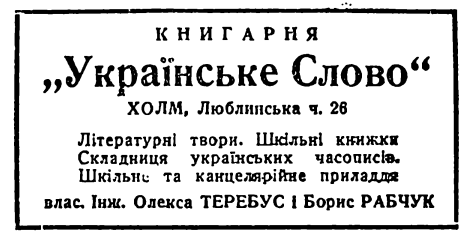
Книгарня "Українське Слово" в Холмі. 1944 рік.

Усвідомлюючи важливість фахового вишколу молодих кадрів українських ремісників, у 1940 р. Український Центральний Комітет прагнув відкрити низку фахових шкіл. На жаль, цього не вдалося реалізувати. В генерал-губернаторстві того року діяла лише одна українська технічно-реміснича школа в Холмі. Вона розміщувалася у приміщенні попередньої царської залізничної школи, що підтверджується її зображенням на марці пошти УДК у Холмі. Поборовши перші організаційні труднощі, у школі створено три перші слюсарські класи, перший столярський та другий слюсарський класи. Ці класи становили так званий нижчий ступінь школи — Ремісничу школу. Вищий ступінь закладу — Технічна школа включала: підготовчий клас до Технічної школи, перший технічний клас (механічний відділ), перший технічний клас (комунікаційний відділ).
У повітових містах було засновано Українські допомогові комітети (УДК). Зокрема існував УДК в Холм. Він розташовувався у будинку з червоної цегли з двома порталами по вул. Люблінська 3, що зберігся до нашого часу. У 1941—1944 рр. посаду голови Українського Допомогового Комітету в Холмі займає відомий діяч українського військово-морського флоту Святослав Шрамченко.
Центр українського суспільного і культурного життя в Люблінському дистрикті становив Холм. 19 травня 1940 р. Холмський собор було повернено православній церкві. Храм прийняв адміністратор Холмщини та Підляшшя о. Іоанн Левчук. Він в присутності православних вірних освятив собор як православний. О. Левчук став настоятелем кафедри.

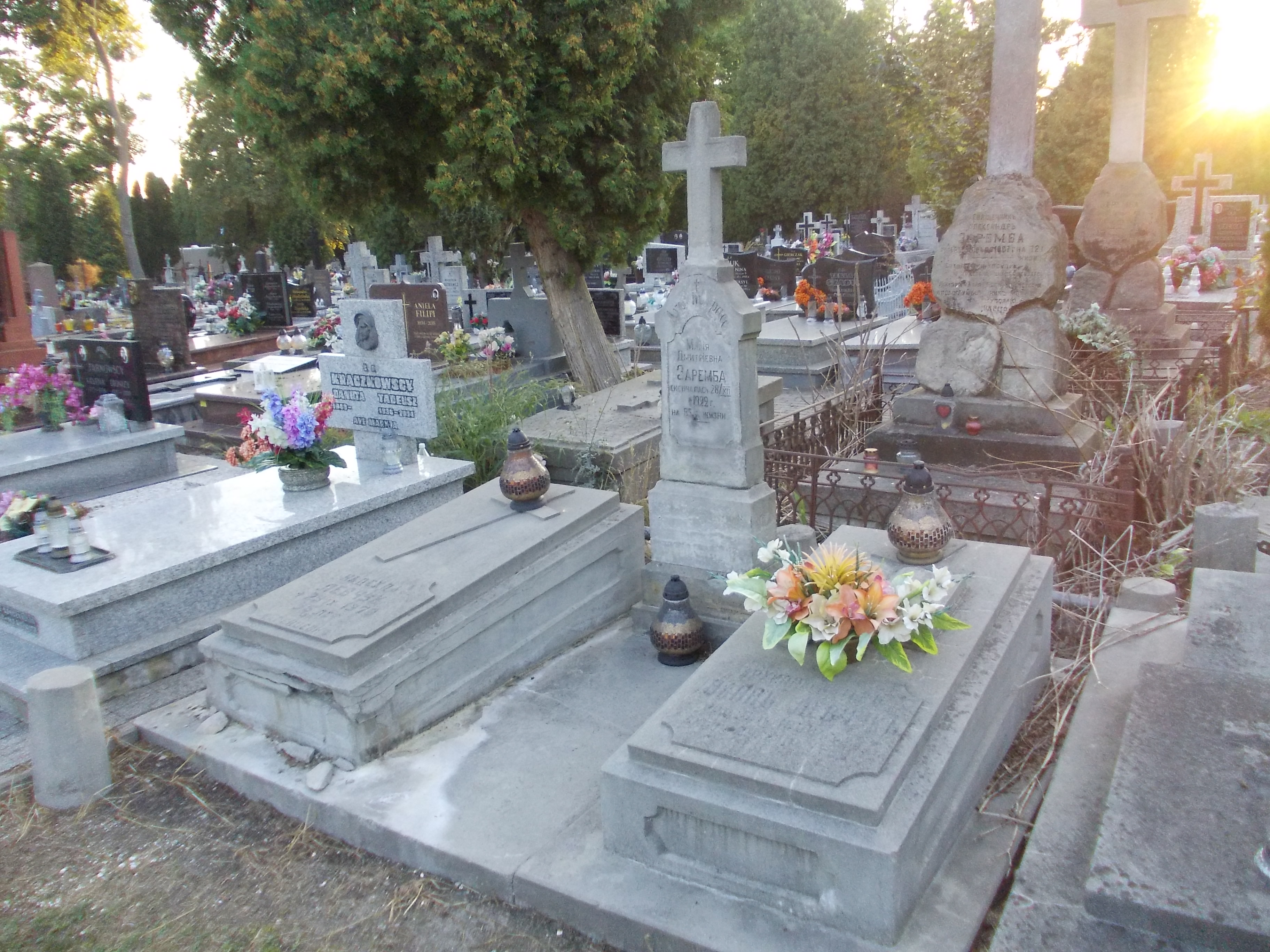
Поховання настоятеля кафедрального собору на Холмській горі, адміністратора Холмщини та Підляшшя, отця Івана Левчука та його дружини Надії. Цвинтар на вул. Львівська. Фото 2020 р.

Холмська базиліка стала кафедрою Холмсько-Підляської єпархії митрополита Іларіона, старанням якого здійснено відновлення храму. В цей час це був центр життя Української автокефальної православної церкви в Польщі. Холмську єпархію очолив архієпископ (з 1943 р. — митрополит) Іларіон (проф. Іван Огієнко). Його єпископська хіротонія і інтронізація на Холмську кафедру відбулася 19 і 20 жовтня 1940 р. Український єпископ, а після цього архієпископ Іларіон одразу розпочав українізувати релігійне життя православних своєї єпархії. Особистість Івана Огієнка є однією з найяскравіших в українській історії Холмщини. Єпископ мав резиденцію на Холмській гірці, він же був головою Центральної церковної Ради. Розпочали діяльність новоутворені єпархіальні установи: консисторія, музей, духовна академія, видавництво. Виходили церковні часописи та «Холмський православний народний календар». Цікаво, що в цей час з'явився український путівник по Холмській горі. В цей час у підземеллях собору в 1940—1944 роках діяла також церква св. Данила. Внаслідок тривалих клопотань архієпископа Іларіона перед німецькою окупаційною владою 4 травня 1943 р. було відкрито Українську православну духовну семінарію. Першим ректором семінарії став виходець із Буковини, доктор богослов'я, протоієрей Семен Смерка. Викладачами працювали випускники Холмської духовної семінарії ще до Першої світової війни Олег Мільков, Микола Малюнжинський та ін.

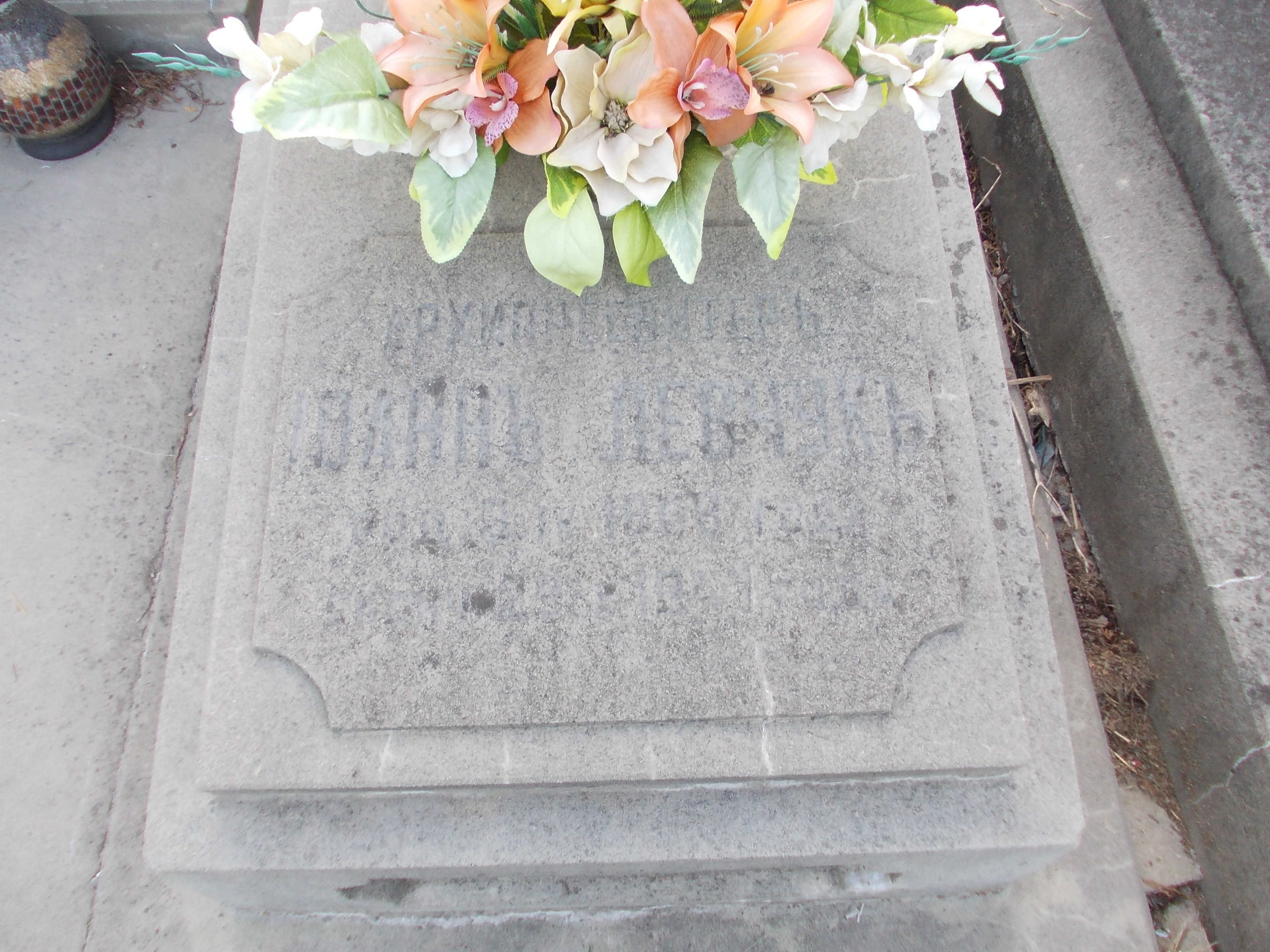
Напис на нагробку адміністратора православної церкви Холмщини та Підляшшя, отця Іоанна Левчука: «Архіпресвітер Іоанн Левчукь род 9.04.1868, скон. 29.101947 р.»

Після німецької окупації Києва єпископ Іларіон зайнявся пошуками тут зниклої ікони Холмської Богоматері. Пошуки увінчалися успіхом. Єпископ передав 1000 карбованців на реставрацію знайденої ікони, яку в Києві виконав М. Прахов. 23 вересня 1943 р. образ був перевезений з Києва до Холма та розміщений у церкві св. Андрія єпископського палацу. В урочистій обстановці в присутності вірних було відзначено повернення образу. В церкві вдень і вночі тривали молитви біля нього. Після цього образ було внесено до церкви, проте через тривалий там ремонт ікону вмістили в приватній каплиці в палаці єпископа. Сучасний реформатський костел у Холмі на вул. Реформатська (Reformacka), 13A, імовірно у 1940—1944 рр. був перетворений на православну церкву св. Андрія, щодо якої бракує детальніших даних.
30 квітня 1943 р., на засіданні лідерів української громади Холмщини та Люблінщини була заснована Холмська рада, яка мала закріпити українське обличчя цього регіону.
Для задоволення фінансових потреб населення у Холмі відновив діяльність ліквідований в 1934 р. Український кооперативний банк з обмеженою відповідальністю “Українбанк” (Ukrainbank Chelm), який ще у 1927 р. організували свідомі громадяни на чолі з Олександром Рочняком і Павлом Васинчуком. Цей банк показаний на поштовій марці УДК в Холмі 1941 р. з підписом: «Ріг Люблінської та Миколаївської вулиць». Якщо за вул. Миколаївську приймати суч. вул. святого Миколая то цей будинок мав би знаходитися на її розі з суч. Люблінською. Тут на розі стоїть інший старий будинок, напроти ж знаходиться зелена зона за цегляним муром.
Вважаючи на нейтралізацію німцями польського чинника, потужним був розвиток української кооперації та середнього та малого бізнесу. Саме він залишив найбільше слідів на вулицях Холма та інших міст регіону. Це кам'яниці, в яких розташовувалися українські крамниці, книгарні та інші заклади. Особливо багата на них суч. центральна вул. Холма — Люблінська.
Кооперативи підлягали українським повітовим союзам й Українському обласному союзові в Любліні. У кам'яниці на вул. Люблінській, 3 (жовтому будиночку, що прибудований зліва) розміщувався Союз українських кооператорів, який об'єднував 112 кооперативів Холмського та Красноставського повітів. "Селяни! У разі купівлі й продажу звертайтесь до свого «Союзу». «Свій до свого!» — таким було гасло Союзу кооператорів.
Союз організував гуртовий магазин мішаних та монопольних товарів для своїх кооперативів, приватних українських купців та постачальників контингентів; збирав зерно та бобові культури, приймав лісові трави й пір'я; на вул. Грубешівській у Холмі працював обмінний млин.

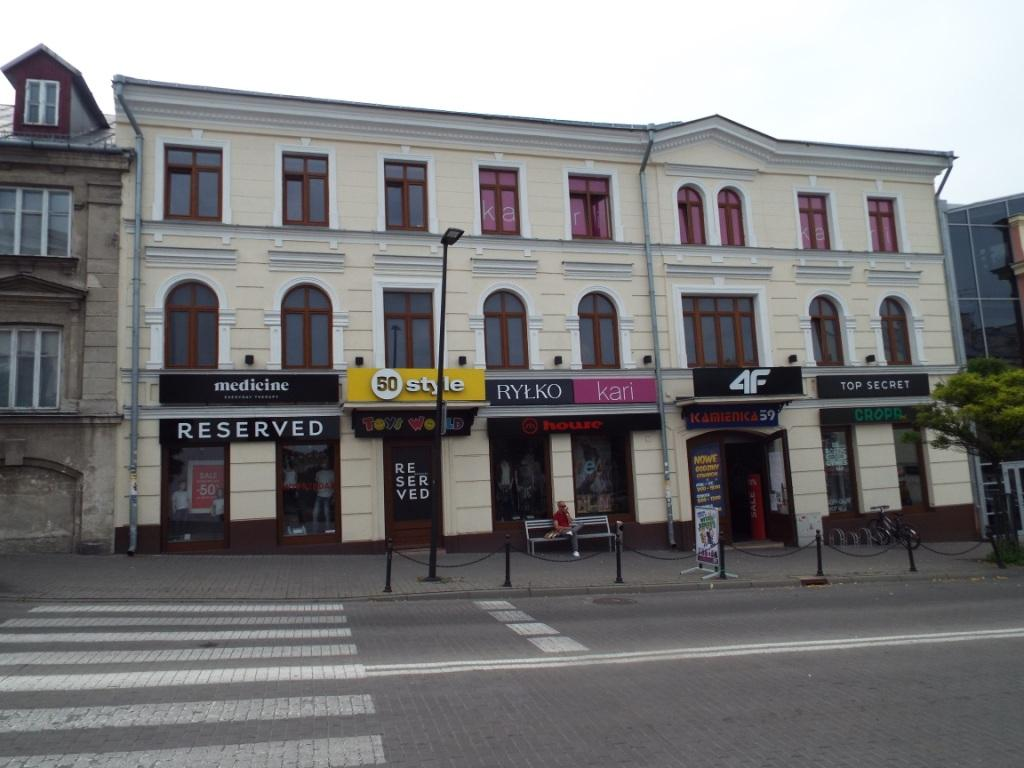
Будинок у Холмі на вул. Люблінська, 59, де мав свою приймальню український адвокат Степан Баран. Фото 2017 р.

У Холмі на вул. Люблінській, 28 розміщувався також кооператив «Рій», який мав свою філію в Грубешеві, продавав різне приладдя для пасічників, вулики та бджіл, господарське й кухонне приладдя, насіння городини. Займався виробництвом штучної вощини й обмінював її на віск. Видавав цукор для підгодівлі бджіл. Організатором кооперативу був інженер Михайло Боровський — фахівець-пасічник, який тривалий час очолював дирекцію кооперативу «Рій» у Львові. Членами дирекції холмського кооперативу, який мав свій відділ у Грубешеві, були інженер Володимир Лучкань і директор Степан Купчик. У канцелярії кооперативу працювало 5 службовців, а в майстерні — 7. У Грубешеві працювали три службовці. Загалом кооператив об'єднував 1958 членів-пасічників шести повітів: Холма, Володави, Білої Підляської, Грубешева, Белза і Томашева.
Господарсько-споживчий кооператив «Відродження» (вул. Люблінська, 41) торгував різними продуктами, побутовими та господарськими товарами (сірниками, кухонним посудом, склом та ін.).

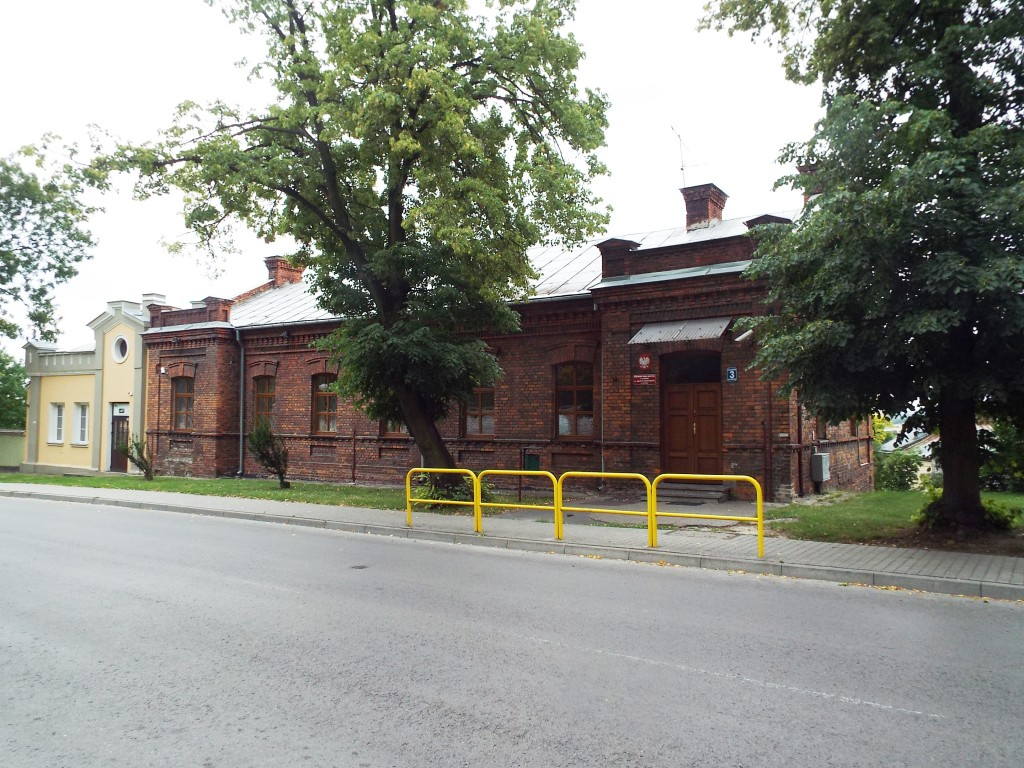
Будинок Союзу українських кооперативів у Холмі (жовта частина зліва) та головна садиба УДК у Холмі (червоний цегляний будинок), вул. Люблінська, 3. 2017 р.

Українська кооперація фінансувала культурно-освітню працю української громади, допомагала українським школам, дбала про молодь, виділяла стипендії бідним дітям, своїми фондами підтримувала нечисленні бурси, українські видавництва й загалом українську культуру. 26 червня 1940 р. збори Молочарського союзу в Холмі заснували «Маслосоюз», що став центром для українських молочарень Холмщини. Союз відкрив у Холмі молочарню для закупівлі та продажу молока та відділ молочарського приладдя, а також аналогічний відділ у Грубешеві. В Холмі для молочарень повіту інспектором був Константин Кобрин. Українські інспектори дбали про українське село й захищали його інтереси.
У роки другої світової війни засновано й інші підприємницькі структури. У Холмі існувала фотомайстерня О. Островського (вул. Люблінська, 6), яка надавала аматорам безплатні поради й посередницькі послуги під час купівлі фотоприладдя. Різні фотографічні роботи виконувало фотоательє А. Степанюк (вул. Люблінська, 62) — будинок не зберігся.
Косметику й біжутерію вроздріб та на гурт реалізовувала фірма Н. Іваніщук (вул. Люблінська, 32). пл. На головній площі Холма — суч. пл. Лучковського, 7 діяв ресторан «Маруся» (власник М. Повшук). Варто згадати також ресторан “Русалка” (власник — Василь Блащук) по вул. Люблінська, 35. Лимонад та содову воду виробляла фабрика К. Здуна (вул. Броварна, 5). Власником єдиної української м'ясної крамниці в Холмі був Василь Блащук (вул. Люблінська, 24). Продуктові магазини також утримували Іван Гомзар (вул. Львівська, 6) та Федір Кисіль (вул. Люблінська, 53). Діяли книгарні «Культура» (вул. Люблінська, 42, власники О. Теребус та Б. Заяць) та «Українське слово», (вул. Люблінська, 26, власники: інж. Олекса Теребус і Борис Рябчук) — будинок не зберігся. Єдиний у Холмі палітурник Степан Богдан виконував замовлення на пл. Лучковського, 15.
У Холмі на вул. Люблінській, 59 розміщувалася канцелярія адвоката, д-ра Степана Барана, колишнього довголітнього посла до Польського сейму й тернопільського адвоката. Канцелярія, окрім правової допомоги звичайним холмщакам, виконувала функції юрисконсультства Православної Церковної Ради й Церковного правління в Холмі. Адвокат С. Баран виступав у всіх судових і адміністративних справах, писав для сторін листи до німецької влади німецькою мовою.
Помітну роль у культурному житті холмщаків відіграв єдиний в Генеральній губернії професійний український театр під керівництвом голови референтури Холмського повітового УДК з культурно-освітніх питань Назара Ободзинського. Першого січня 1940 р. в приміщенні Товариства «Рідна Хата» (її локалізацію ще потрібно встановити) артисти поставили виставу «Ой не ходи, Грицю, та й на вечорниці». У 1940—1942 рр. актори театру виступали з 55-ма виставами на історичну й побутову тематику. Лише протягом першого року своєї діяльності на Холмщині театр запропонував глядачам 146 виступів.
Працював музей ім. Михайла Грушевського у Холмі. Засновником і керівником музею був відомий громадський діяч Семен Любарський (20.05.1878, Тишовце, нині Томашів. пов. Люблін. воєводства, Польща — 1944, с. Скригічин, нині Холм. пов. Люблін. воєводства) — громадсько-політичний діяч, педагог. Походив із селянської родини. Закінчив учительську семінарію у Холмі (1900). Учителював у Дубенці. Є автором книги «Холмські легенди та оповідання».
Невіддільною ланкою виховання української молоді Холмщини була фізична культура і спорт. У системі навчальних закладів організовано українські спортивні клуби, зокрема «Буг» — у Холмі. Влітку та восени 1943 р. відбулися великі спортивні свята в Холмі, Грубешеві та інших місцевостях краю за участю цих товариств.
У Холмі мешкали такі старшини армії УНР:
1. Полковник Клеменс Андрещенко, що народився 23.10.1893 р. проживав у м. Холм, вул. Коперника 28. Будинок зберігся.
2. Полковник Володимир Савченко мешкав у місті за адресою вул. Чернецького, 4 (будинок не зберігся).
3. Іван Тройка, народився 17.04.1896 р. в с. Старостинці, суч. Вінницької області, мешкав у Холмі по вул. Реформатська, 16 (будинок не зберігся).

Пам'яткою описуваного періоду є також православний цвинтар на північному схилі Високої Гірки. Хоча цей цвинтар виник за часів російського панування в Холмі. Проте продовжували ховати на ньому за часів німецької окупації. Зокрема, в 1940-му тут був похований колишній прем'єр-міністр Української Народної Республіки, інженер Пилип Пилипчук, який останні роки свого життя провів у Холмі. Тут також похований Михайло Васильченко — підполковник Армії УНР, письменник, лікар-мікробіолог, який помер у Холмі 27 серпня 1941 р.
З особою Михайла Васильченка пов'язана також будівля колишнього шпиталю св. Миколая у Холмі на вул. Грубешівській, 102. З 1939 р. М. Васильченко мешкав у Холмі і працював лікарем у цьому шпиталі. Треба зазначити, що під час німецької окупації цей шпиталь прийняли українці. Він був невеликим — на 90 місць. Сюди в перший місяць після агресії на СРСР привозили поранених полонених червоноармійців.
Дещо послабилася українська діяльність на Холмщині після нападу Німеччини на СРСР. Адже найкращі кадри повернулися на Галичину. Відчувалася нестача працівників у різних установах і організаціях. Щоб підготувати фахівців, УОТ в Холмі 6 листопада 1941 р. організувало бухгалтерсько-бюровий курс, який спершу тривав 3 місяці, потім 4, згодом 7 (нижча група — 4 міс. й вища — 3 міс.) та нарешті 8 місяців. До середини липня 1943 р. завершило навчання 12 груп, разом 215 слухачів. Випускники працювали переважно: в УДК у Холмі, Замості й Грубешеві, в Союзах кооперативів у Холмі, Володаві, Терногороді, Томашеві й Лащеві, у повітовому уряді Холма, у волосних урядах; Холмсько-Підляській консисторії, торговельних підприємствах, сільських кооперативах, дитячих садках тощо.
У 1941 р. через Холм вирушили на схід, на зайняту німцями Велику Україну, похідні колони українських націоналістів.
В 1943 році в місті проживали 2368 українців, 18 878 поляків, 145 євреїв, 60 росіян, 9 білорусів, 6 циганів і 349 осіб інших національностей.
Окремою трагічною сторінкою історії Холма, пов'язаною з Україною є пам'ять про німецький концентраційний табір Шталаг № 319. Українська громада Холма намагалася допомагати в'язням-українцям.
В 1942—1944 рр. Холмщина стала ареною українсько-польського збройного протистояння.

### 1944—1956
Піднесення українства в Холмі припинила радянська окупація влітку 1944 р. З волі Сталіна Західна Україна була приєднана до Радянської України. При цьому Холмщину було віддано комуністичній Польській Народній Республіці. Разом з німецькими військами Холмщину залишила більшість діячів українського національного руху та духівництва. В самому Холмі лишалися настоятель холмського собору Народження Богородиці І. Левчук та настоятель церкви Іоанна Богослова протоієрей Павло Коробчук. За тиждень перед підписанням «Порозуміння між ПКВН та урядом СРСР про польсько-радянський державний кордон» 27 липня 1944 р. М. Хрущов написав до Сталіна прохання про приєднання Холмщини та Надсяння до УРСР. Так само до Сталіна скерували свої звернення численні українці з цих теренів. 8 серпня 1945 р. на мурах Холму були розміщені звернення підписані Холмським старостою, які заперечували чутки про запланований перехід Холма до УРСР та забороняли їх поширювати далі. Кордон на Бузі вже був визначений на Ялтинській конференції. Спроби легального українського національного життя за нової влади скінчилися невдачею. Уже наприкінці 1944 р. на підставі договору між урядом УРСР і Польським комітетом національного визволення почалося спочатку добровільне, а потім примусове виселення українців до радянської України. Як свідчать документи Управління у справах евакуації українського, польського, чеського, словацького населення при Раді Міністрів УРСР з Державного архіву Львівської області, в 1945 р. безпосередньо із Холма в Україну переселено близько 653 особи, зокрема — 289 (44 %) чоловіків і 364 (56 %) жінки. Загальна кількість родин, яких депортували, становила — 223. Переселено 18 багатодітних родин, майже кожна десята сім'я переселенців мала троє або й більше дітей. Наразі можливо диференціювати громаду Холма за професійною ознакою: робітники — 23 %, хлібороби — 5 %, інтелігенція — 5 %, а решта — учні, пенсіонери, домогосподарки тощо. Також можна встановити роль і місце українства в соціально-економічному та культурно-освітньому житті довоєнного і воєнного Холма. Робітничі професії опанувало 17 %, від загальної кількості населення, інженерно-технічні працівники — 1 %, ремісники — 2 %, лісники — 0,1 %. У сфері обслуговування працював приблизно 1 % згодом депортованих осіб. Працівники сільського господарства становили 5 %, залізничники — 0,6 %, сфера торгівлі — 1 %, кооперація — 0,1 %, медики і обслуговуючий медичний персонал — 0,35 %, освітяни і науковці (педагог, професор) — 3,6 %, священнослужителі — 0,25 %, державні службовці — 0,8 %, працівники культури і мистецтва — 0,4 %, юристи — 0,1 %, домогосподарки — 17,5 %, інваліди — 0,1 %, пенсіонери — 1 %, учні і студенти — 7 % 73. На підставі офіційних документів дослідник депортацій українців Р. Кабачій простежив географію переселення українців із самого Холма — переважно це були південно-східні українські області. Як місце переселення фігурували також західні області: Волинська — 105 %, Рівненська — 62 особи. На долю решти областе припадає близько 10 % від загальної чисельності переселених.
Влітку 1947 р. Холмщина стає одним з місць розгортання злочинної спеціальної акції «Вісла». Цю акцію сучасний польський історіограф Я. Пісулінський (2017) називає найбільшою польською військовою операцією після закінчення Другої світової війни. Проте, в ході її третього етапу дії було перекинуто на терени Холмщини та Підляшшя (схід Люблінського воєводства). Тут було створено операційну групу «Люблін» та перекинуто чисельні загони війська, які в середині липня налічували 7 тис. людей. Головною задачею цих вояк було за два тижні (так планувалося) виселити тих українців, які тут ще лишалися. На їх місце поляки намагалися переселити нових колоністів. Польські війська були добре озброєні. Залізничні лінії, якими вивозили депортованих (зокрема, лінію Холм — Люблін — Володава) охороняли два броньованих потяги. На терені Холмщини і Підляшшя організовано станції загрузки: Белжець  та Сушець (Томашівський повіт), Буг Влодавський (Володавський повіт), Холм (Холмський повіт), Хотилів (Белзький повіт), а також Вербковичі (Грубешівський повіт). У Холмським повіті разом із Холмом мали виселити 14 гмін. 7 липня, попри численні протести тутешніх українців-комуністів (Бо в більшості тільки вони тут в цей час лишалися), їх також вивезли на Землі Одзискані. До 16 липня виселено 461 родину. У Холмі було організовано тимчасовий табір для виловлених депортованих (де він знаходився?). Його територію охороняли УБеки. Тут панували дуже погані санітарні умови. З браку води вимирала худоба та коні. Загалом, з Холмського повіту (зі станції Холм) відправлено 10 транспортів з 654 родинами (3163 особи). Відомі станції призначення цих транспортів — Кошалін, Грифіці, Слупськ, Пасленк, Кетшин, Бранево, Дравсько та Щетинек.
Пам'яткою часів терору в Холмі є будівля по вул. Реформатській, 27. Тут розміщувалася Холмська безпека (УБ) — місце куди привозили катувати та допитувати як польських, так і українських патріотів.

### 1956—2018

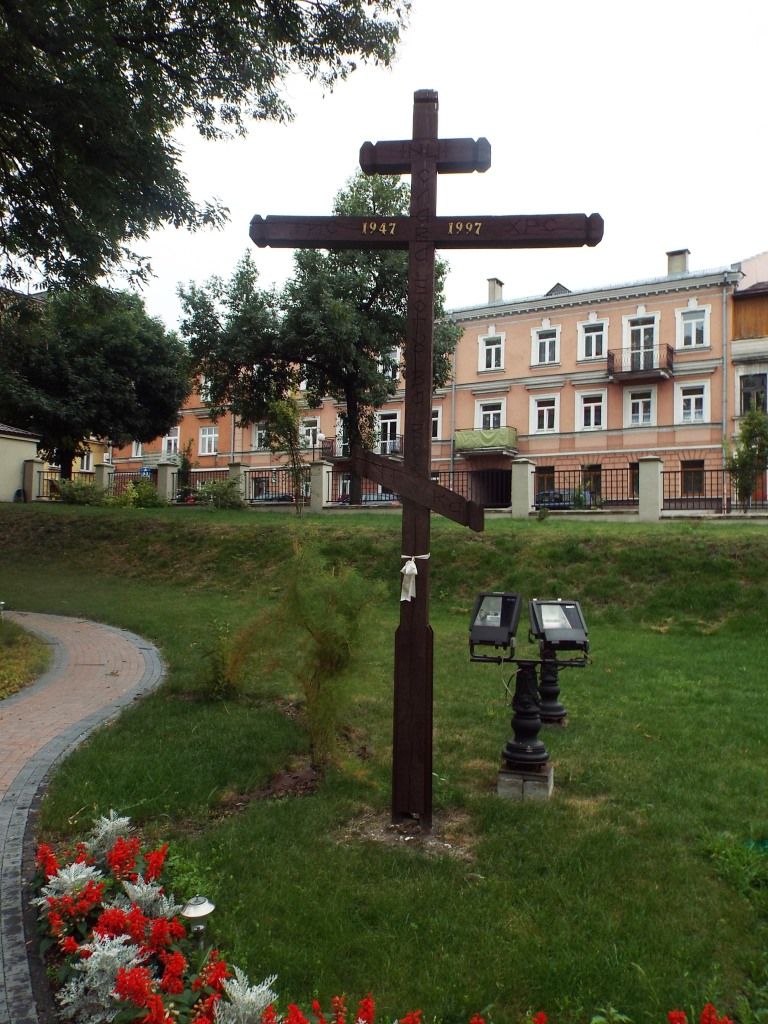
Хрест в пам'ять про акцію «Вісла» на подвір'ї церкви Івана Богослова у Холмі

У перше повоєнне десятиріччя на Холмщині не було жодної можливості повернутися на рідні землі чи розгорнути національну діяльність. Така можливість з'явилася щойно з політичною «відлигою» 1956 р. Саме тоді влада дозволила утворити в Польщі Українське суспільно-культурне товариство. «Відлигу» використано було також для часткового відновлення церковних структур. Проте, повернення на рідні землі та національне відродження дуже незначною мірою торкнулося Холмщини.

Зміна політичної ситуації в Польщі наприкінці 1980-х років позитивно вплинула на становище українського населення. У цей час у Холмі поновилося навчання української мови для дітей і молоді. У 1990 р. створено в місті відділ регіональної громадської організації — Українське Товариство — першу легальну українську структуру на Холмщині після 1940-х років. Завдяки діяльності цього відділу, зокрема, відбуваються в Холмі скромні українські культурні заходи. Метою Товариства є організація громадського та культурного життя української громадськості Любліна і Холма та Люблінського воєводства, для збереження та розвитку української культури й реалізації громадянських прав української національної меншини в Польщі.
У вересні 1994 р. Холм відвідали численні учасники І Світового конгресу українців Холмщини і Підляшшя, який відбувся у Львові. Вони взяли участь у святі Пречистої та відзначенні 75-річчя утворення Товариства «Рідна хата». У 1989 р. було відновлено діяльність Холмської православної єпархії під назвою «Люблінсько-Холмська» (з осідком у Любліні). Очолив її єпископ Авель (Поплавський). Церкві повернуто кілька храмів, впорядковано майнові питання, створено низку парафій, побудовано нову церкву в Замості (на місці зруйнованої в 1938 р.). Проте це радше символічне існування — нині на Холмщині є лише 10 православних парафій: у Холмі, Володаві, Бончі, Угруську, Войславицях, Грубешеві, Томашеві, Тарногороді, Замості й Білґораї. Духовну опіку тут здійснюють нечисленні священики.
Буремні події XX ст. та свідоме «очищення» Холму від українців спричинило те, що від колишнього українського центру наразі залишилася лише пам'ять. Нечисленні холмщаки-українці зосереджені навколо єдиної у місті православної церкви Івана Богослова (діючої церкви тут уже дуже давно немає). При ньому гуртується купка українців. Сама церква є своєрідним музеєм предметів, що походять з різних православних церков Холмщини. У дворі церкви розміщуються численні пам'ятники та пам'ятні дошки: в пам'ять про Данила Романовича, про акцію «Вісла» 1947 р., про акцію нищення церков на Холмщині і Підляшші в 1930-х, а також на честь М. Грушевського.
У 2014 р. на відзначення 750-ї річниці пам'яті князя Данила Романовича в місті відбулася низка урочистих заходів, які супроводжували відкриття Скверу імені Данила Романовича біля підніжжя Високої Гірки. Актуальним у перспективі є регулярне вшанування Михайла Грушевського, Івана Огієнка та Антона Васиньчука (мешкав у будинку по Люблінській, 80; похований на цвинтарі на Львівській, одразу поблизу бічних воріт з боку Львівської). Важливе значення має вивчення та інвентаризація українських поховань на цвинтарях Холма — на схилі Високої Гірки та по вул. Львівській. Актуальним є також створення експозиції, присвяченої історії Холмщини та Підляшшя в Національному історичному музеї України.
Офіційним представництвом України в Холмі є Почесне консульство, яке розміщується за адресою: вул. Stanislawa Moniuszki 3.
3 квітня 2023 року за виявлені гуманізм, милосердя і солідарність з Українським народом, всебічну допомогу громадянам України, які вимушено залишили Батьківщину внаслідок збройної агресії Російської Федерації проти України, а також вагому підтримку України у захисті її незалежності та суверенітету Указом Президента України Володимира Зеленського Хелм було удостоєно почесної відзнаки України «Місто-рятівник».

## Населення
Демографічна структура станом на 31 березня 2011 року:
|          | Загалом | Допрацездатний вік | Працездатний вік | Постпрацездатний вік |
| -------- | ------- | ------------------ | ---------------- | -------------------- |
| Чоловіки | 31196   | 5649               | 22386            | 3161                 |
| Жінки    | 35166   | 5450               | 21887            | 7829                 |
| Разом    | 66362   | 11099              | 44273            | 10990                |

## Пам'ятки

### Собор Різдва Пресвятої Богородиці

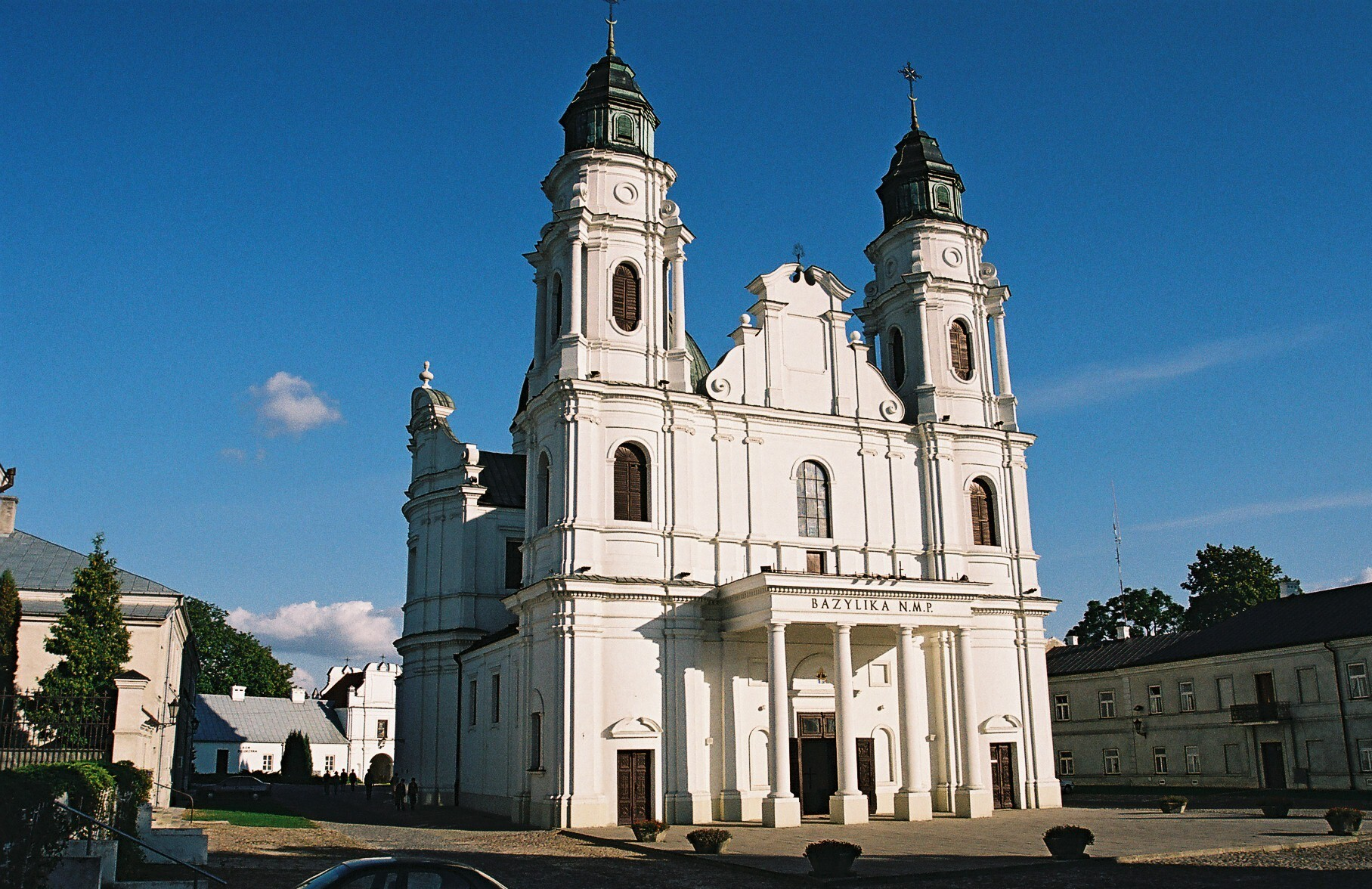
Холмський собор Богородиці

Найвизначнішою пам'яткою мистецтва є Собор Різдва Пресвятої Богородиці, що стоїть на Катедральній гірці — частині Холмської Княжої гори на місці церкви, збудованої князем Данилом Романовичем у середині XIII століття. Оригінальний храм після пожежі 1256 р. відбудований у другій половині 13 ст. З кінця XVI століття собор став резиденцією унійних холмських єпископів. Перероблений 1638—1656 рр. за єпископа Методія (Терлецького); розібраний 1735 р. На його місці у 1736—1756 рр. збудовано у стилі пізнього бароко сучасний собор. Незначні зміни зроблено після переходу собору до православних (1874—1878 рр.).
1919 р. польська влада передала собор римо-католикам; тоді було знищено іконостас, ікони та деякі розписи. Нові зміни зроблено після повернення собору православним 1940 року за сприяння голови УЦК Володимира Кубійовича. Останні зміни зробили римо-католики після передачі собору до їх рук 1946 р.
У соборі зберігалася Холмська ікона Божої Матері, що походить із княжих часів (мабуть, привезена із Візантії, нині в Музеї Волинської ікони). Під підлогою археологи розкопали давні поховання.

### Інші святині
- Православна церква Св. Івана (з 1849 р.),
- Костел у стилі пізнього рококо (1753—1763 рр., за проєктом архітектора Паоло Фонтани, колишній костел піярів),
- Монастир реформатів (1736—1740 рр., перебудований у 19 столітті),
- Ректорський костел святого Андрія
- Костел Матері Божої Переможниці (колишній кінотеатр, 1928) та ін.

### Православні цвинтарі
- Надзвичайно цінними є найдавніші українські нагробні плити з православного цвинтаря на Холмській гірці, а також українські поховання на православному цвинтарі на вул. Львівській (Lwowska), 22—100  у Холмі. Цей цвинтар поруч з більш раннім на схилі Холмської гірки функціонував для православної української спільноти міста аж до виселення українців з Холма. На цвинтарі знаходяться могили: Михайла Васильченка (1893—1941), лікаря-бактеріолога, солдата 3-ї Залізної стрілецької дивізії Армії УНР; поховання Антіна Васиньчука (1885—1935), міністра УНР, суспільного діяча на Холмщині. Могила знаходиться одразу наліво при вході крізь центральну браму з вулиці Львівської, 51.128041, 23.469593; могила о. Іоанна Левчука (1867—1947), капелана Армії УНР, згодом адміністратора православної Холмської єпархії. о. Іоанн похований разом із дружиною Надією Левчук. Могила знаходиться на північ від неороманської червоної каплиці Зайдлерів, вхід крізь південну браму, 51.128196, 023.468758; могила Бориса Поторжинського (1888—1943), сотника Армії УНР; поховання Миколи Карленка (1895—1940), поручника й актора театру Армії УНР. Тут також знаходиться могила дядька Антіна Васиньчука — Яна, його тітки Мар'яни (до шлюбу — Буда) та кузинки Олександри (під стіною цвинтаря 51.127431, 023.469360). Цвинтар на вул. Львівській є матеріалізованою пам'яттю української громади та має бути збережений[25][30].

## Культура
У місцевому музеї зберігається чимало творів церковного мистецтва.

## Відомі люди

### Народилися
- Антін Васиньчук (1885—1935) — український громадський діяч на Холмщині, політик, агроном.
- Михайло Грушевський (1866—1934) — професор історії, організатор української науки, політичний діяч і публіцист, голова Української Центральної Ради
- Петро Доманчук (1902—1973) — український диригент, педагог і редактор у Польщі[31].
- Анна Домбровська (Аня; нар. 1981) — польська співачка, музикант і продюсер.
- Йозеф Серчук (1919—1993) — командир єврейського партизанського загону.
- Анатолій Рафтопулло (1907—1985) — радянський військовик, Герой Радянського Союзу.

### Працювали у Холмі
- Іван Огієнко (митрополит Ілларіон) (1882—1972) — український вчений, церковний діяч УАПЦ
- Михайло Васильченко (1894—1941) — підполковник Армії УНР
- д-р Мирон Кордуба (1876—1947) — український історик, працював учителем української гімназії у місті[32].
- Теодор Раковецький — гравер.

### Холмські православні єпископи
- Леонтій (Пелчицький)

### Холмські старости
- Павел Ясенський
- Олександр Лащ — підкоморій белзький 1567, каштелян черський 1580, староста ковельський[33]
- Кшиштоф Потоцький — підстолій, підчаший, стольник, крайчий великий литовський.[34]

### Холмські каштеляни
- Ванко з Квасилова — фігурує у книгах Галицького суду[35]

## Міста-побратими
- Ковель, Україна
- Морле, Франція
- Утена, Литва
- Зіндельфінген, Німеччина
- Ноксвілл, Теннессі, США
- Кам'янець-Подільський, Україна